# Чоловіча збірна Польщі з волейболу

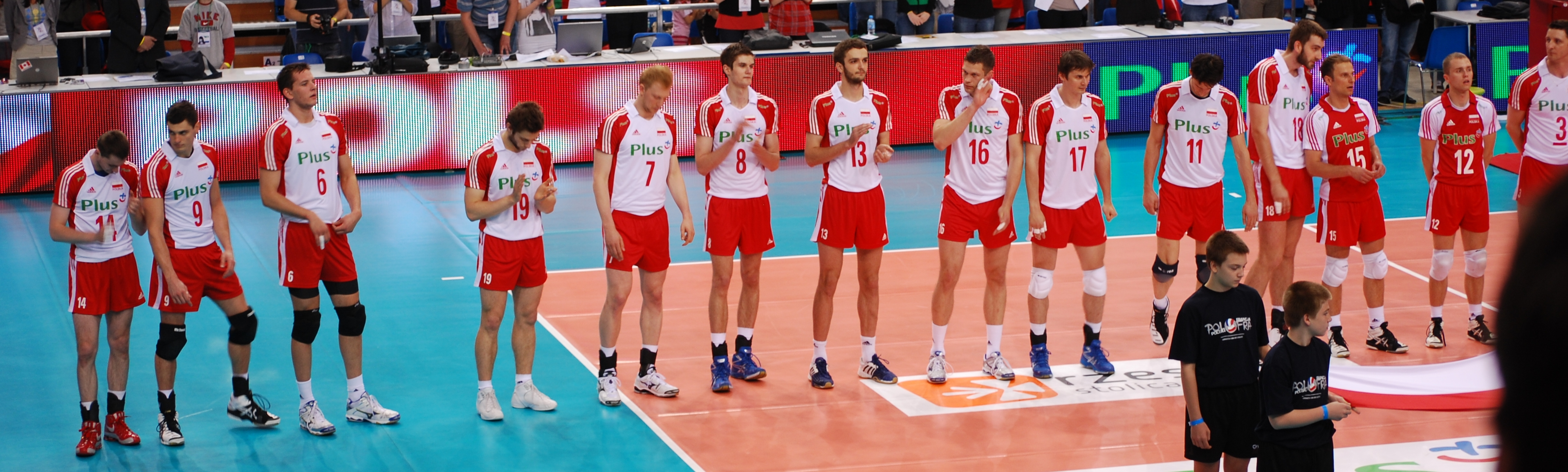
Польська національна збірна перед товарським матчем із збірною Франції, м. Ряшів, 29 травня 2010. Гравці зліва на право: Руцяк (#14), Бартман (#9), Курек (#6), Ломач (#19), Ярош (#7), Клос (#8), Міка (#13), Чарновські (#16), Бонкевич (#17), Жигадло (#11), Можджонек (#18), Гачек (#15), Заторські (#12), Грушка (#3).

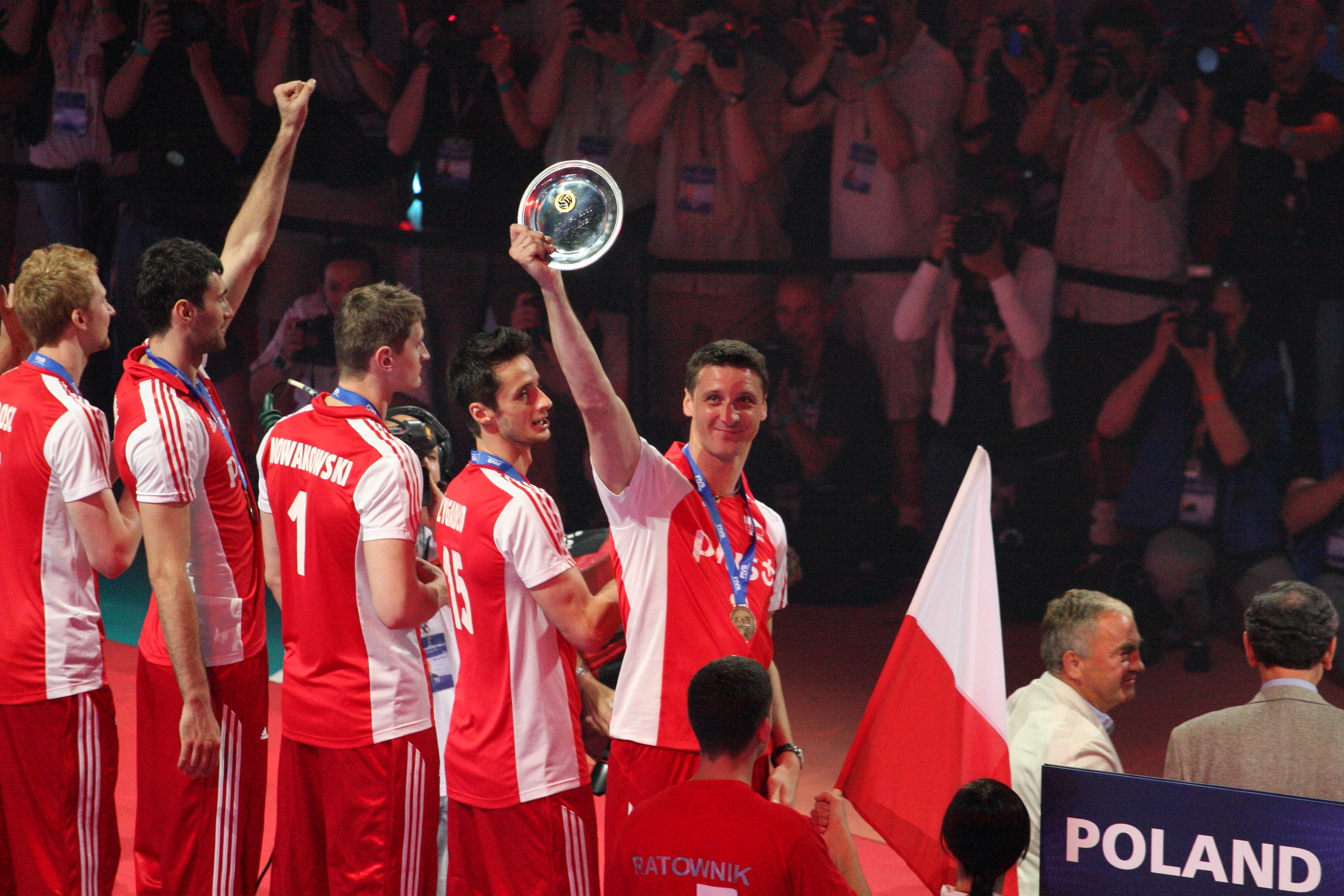
На подіумі Світової ліги 2011 із бронзовими медалями. Капітан Пйотр Ґрушка тримає трофей.

Чоловіча збірна Польщі з волейболу — чоловіча волейбольна збірна, яка представляє Польщу на міжнародних змаганнях із волейболу усіх рівнів, які проводять під егідою ФІВБ i CEV, а також на олімпійських іграх, чемпіонатах світу, чемпіонатах Європи, Кубку світу, кубках великих чемпіонів світу, волейбольній Лізі Націй і відбіркових раундах, які передують проведенню цих змагань. Нині головним тренером є серб Нікола Ґрбич.
Шість разів її обирали найкращою командою за підсумками голосування читачів польського журналу «Przegląd Sportowy» у 2006, 2009, 2011, 2012, 2014 i 2018 роках. Керує командою Польський волейбольний союз (PZPS).
Польська чоловіча команда з волейболу — одна з найсильніших команд світу й чемпіон 2018 року, станом на 8 січня 2025 року посідає перше місце у світовому рейтингу ФІВБ.

## Історія

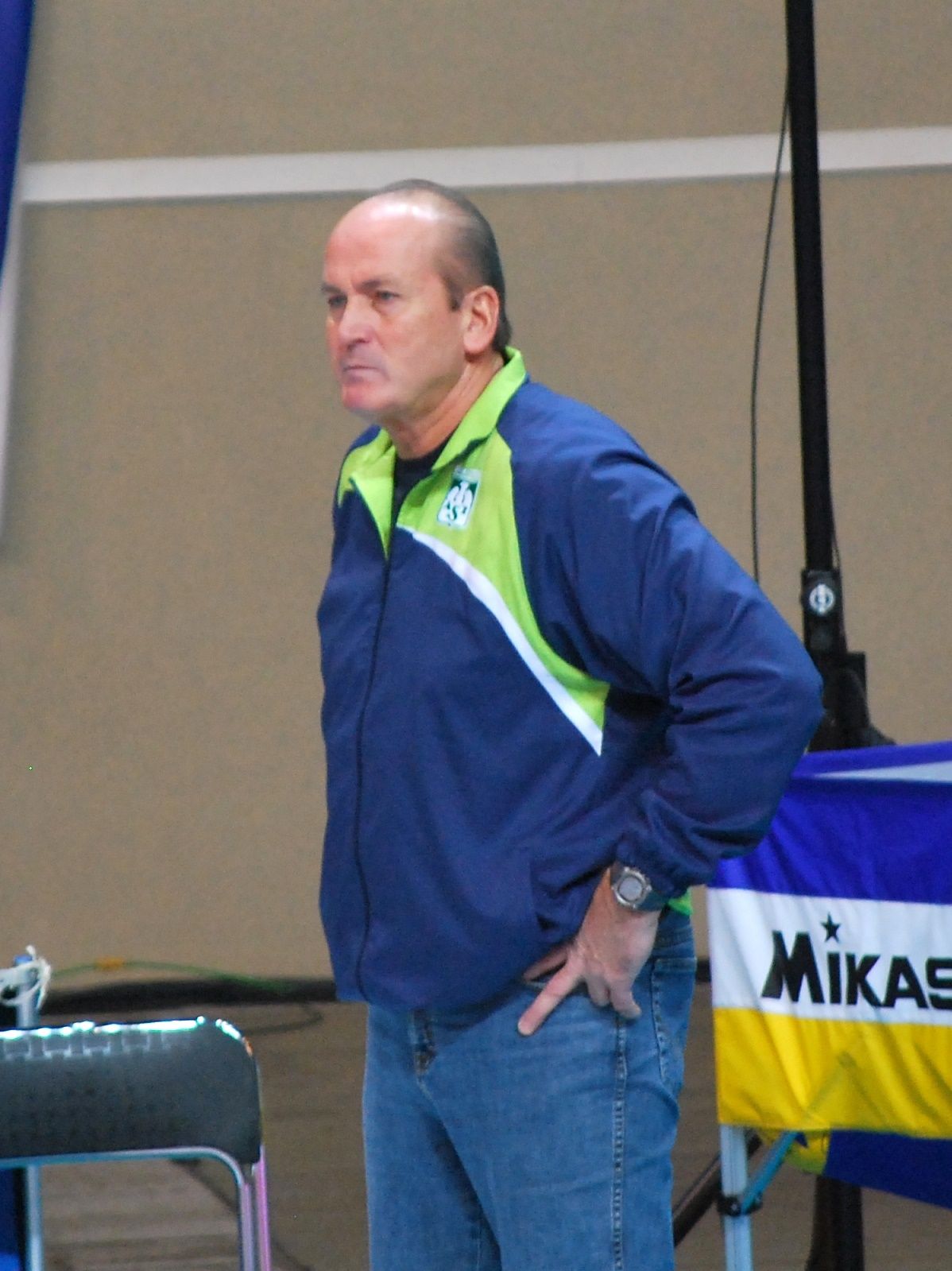
Веслав Чая

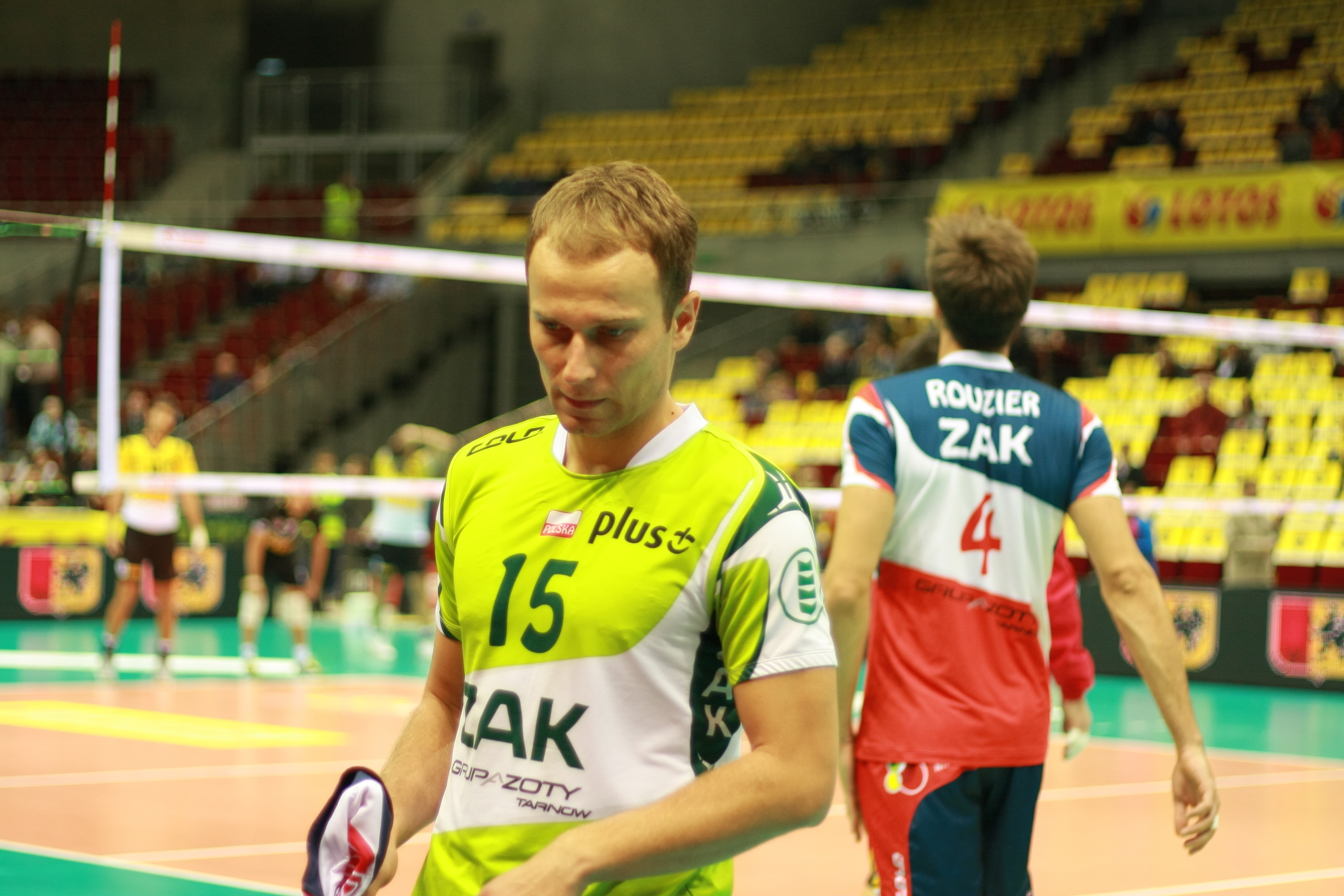
Пйотр Гачек

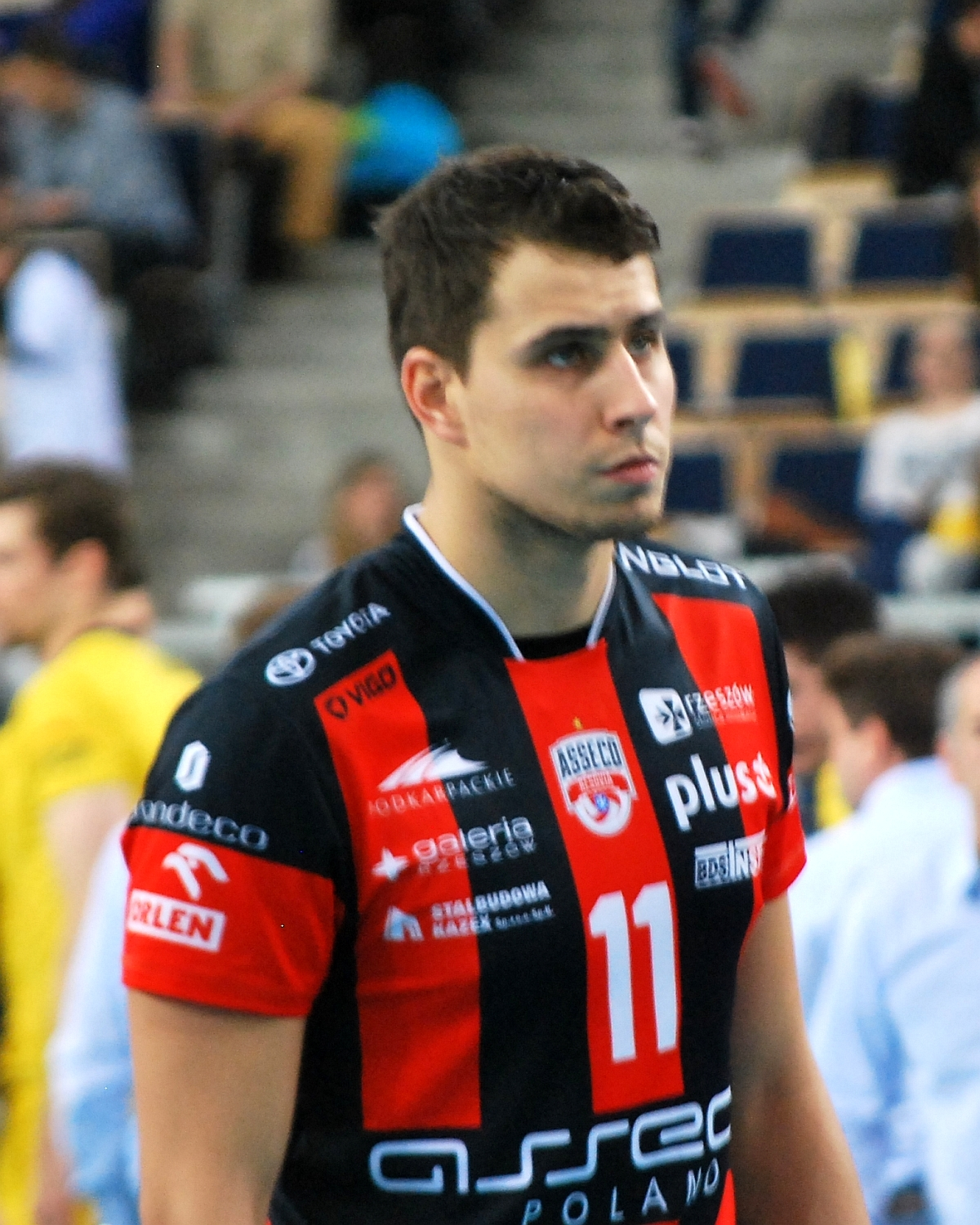
Фабіян Джизґа

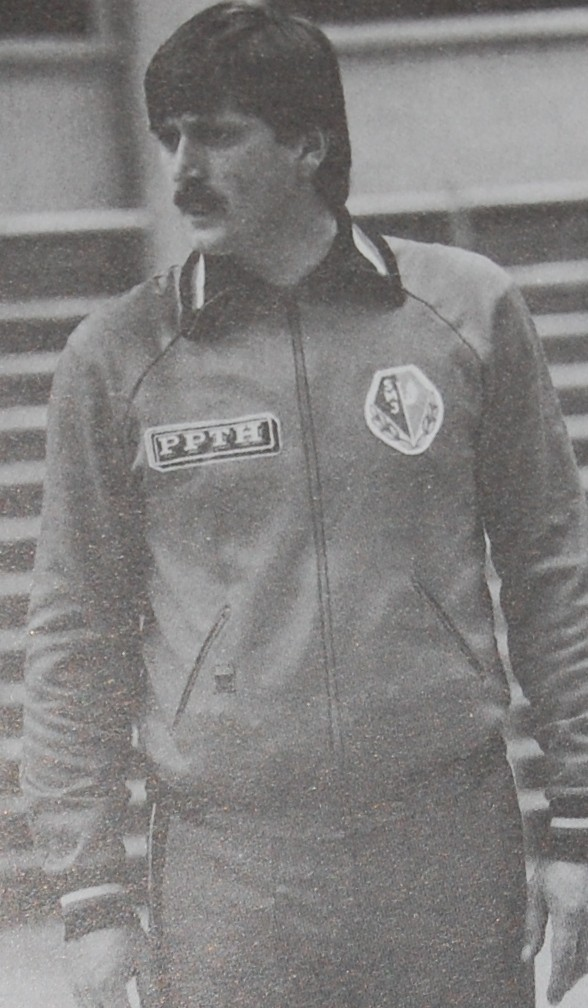
Влодзімеж Садальський

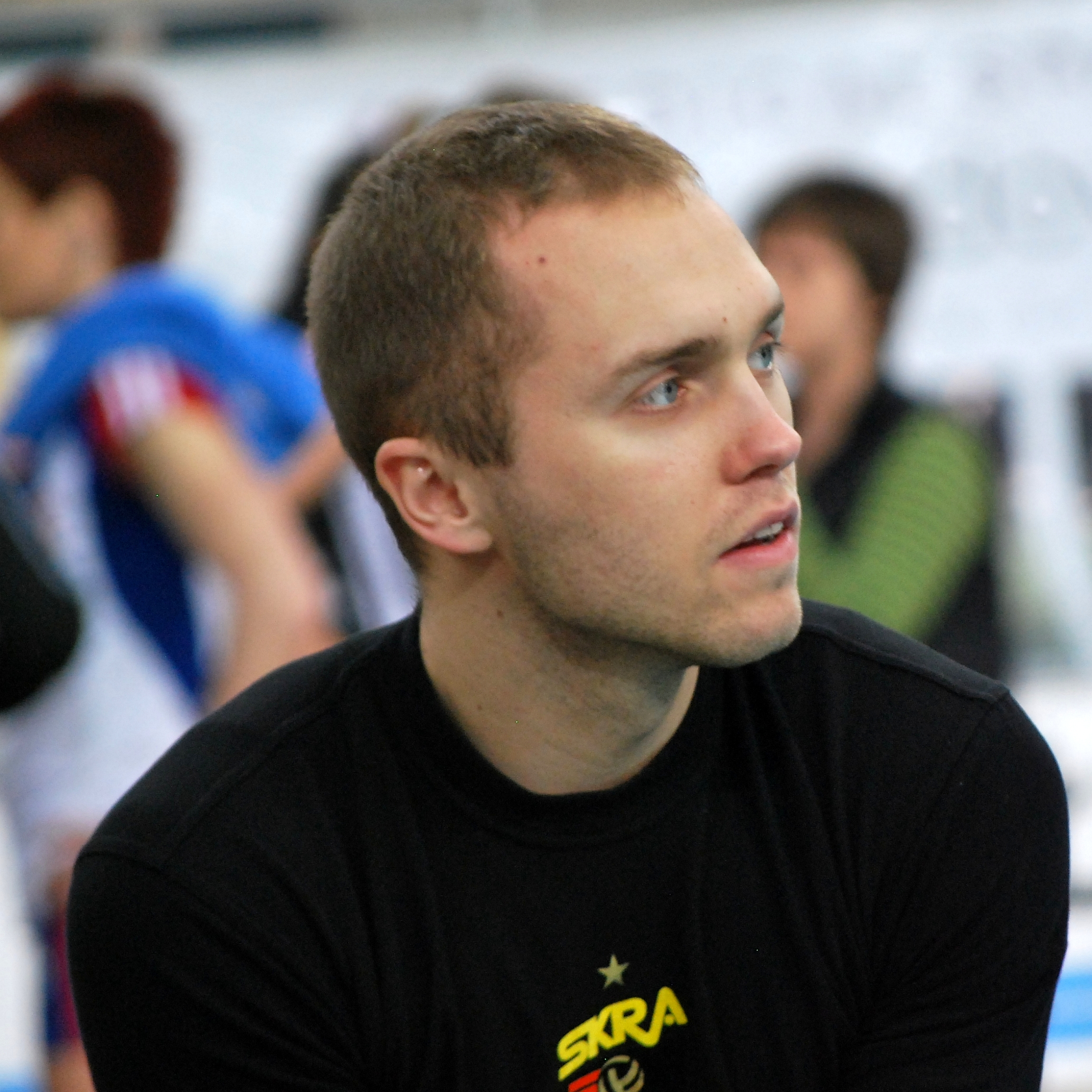
Павел Заторський

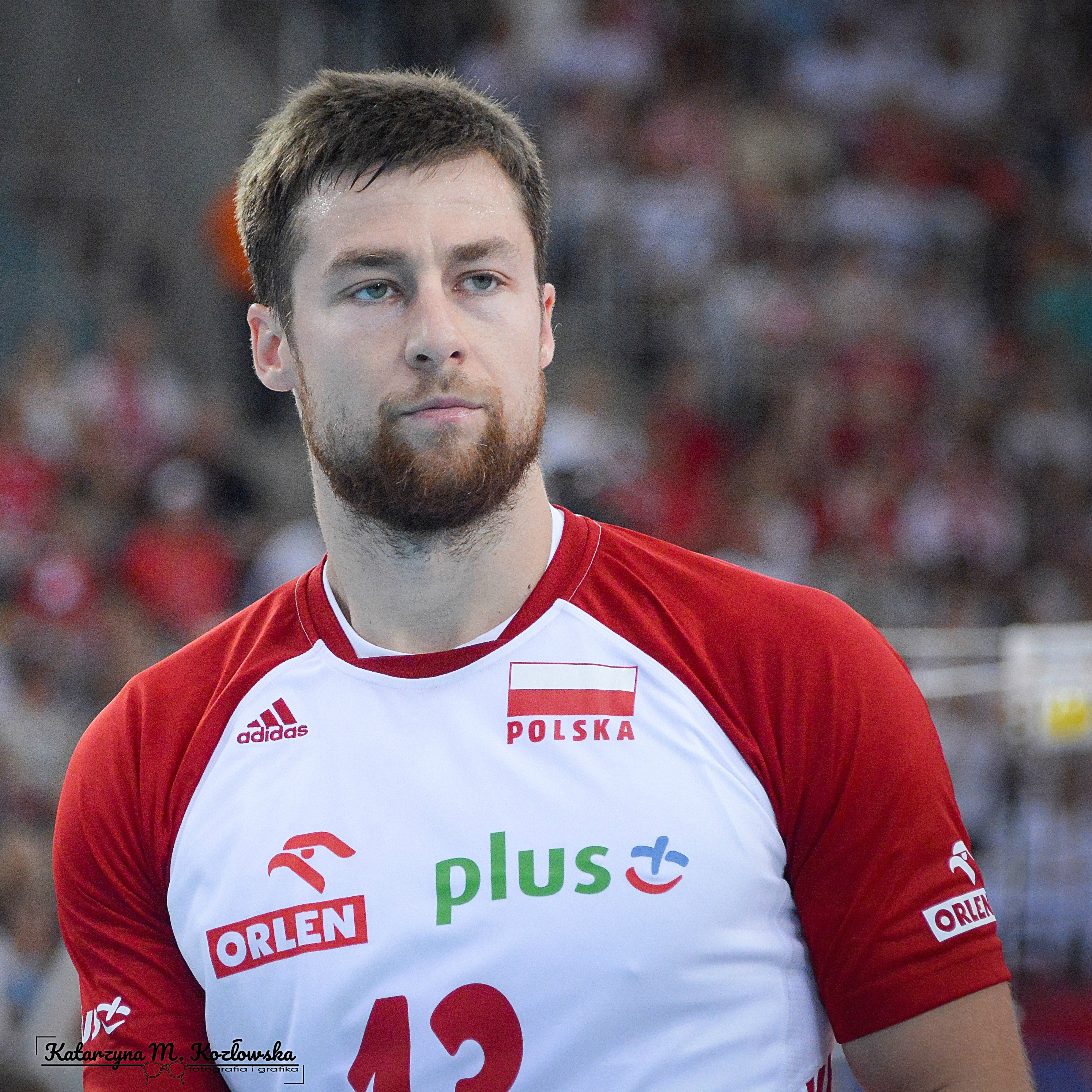
Міхал Куб'як

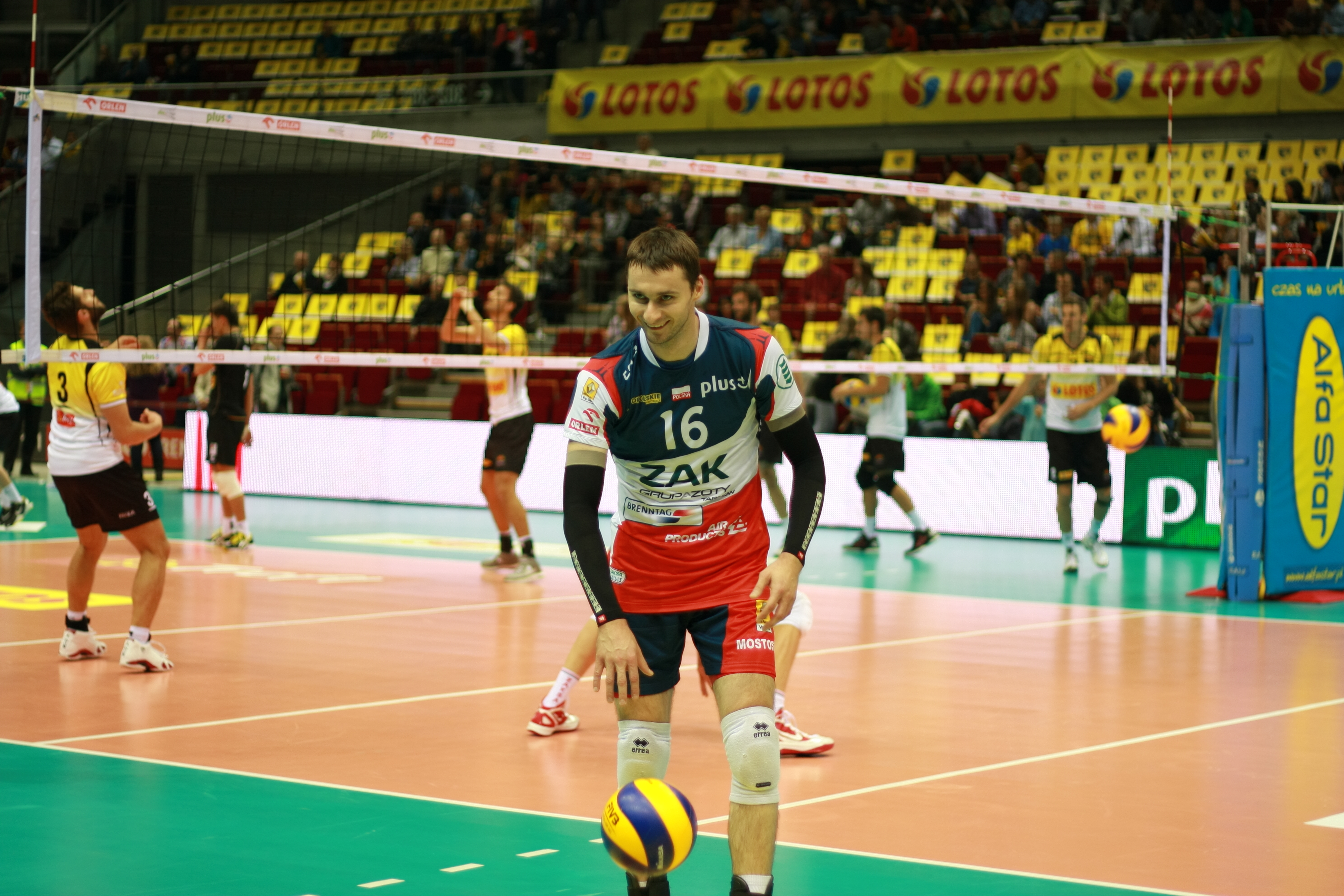
Міхал Руцяк під час гри з клубом «Трефль» Гданськ 14 жовтня 2012.

Грати у волейбол у Польщі почали на початку XX століття й був він суто аматорським. Початком волейболу в Польщі в професійній формі вважають 1926 рік, коли створили Польську асоціацію спортивних ігор, яка після Другої світової війни змінила свою назву на Польську федерацію баскетболу, волейболу та гандболу (PZKSS). PZKSS брала дуже активну участь у створенні структур Міжнародної федерації волейболу (ФІВБ), створеної в 1947 році, завдяки чому спортивний функціонер Зигмунт Новак зміг стати її віцепрезидентом.
Першою грою польської чоловічої збірної вважають проведену у Варшаві 28 лютого 1948 року гру зі збірною Чехословаччини, яка закінчилася перемогою гостей із рахунком 3:2.
Офіційний міжнародний дебют відбувся в 1949 році на першому чемпіонаті світу з волейболу в Празі, де польська команда зайняла 4-те місце. У 1967 році в Стамбулі польська збірна вперше стала призером чемпіонату Європи, а 1968-го польська команда отримала змогу виступати на олімпійських іграх. На перший історичний для поляків турнір літніх олімпійських ігор Тадакш Шлягор (тодішній тренер команди) зібрав одинадцятьох чемпіонів Європи 1967 року. Єдиним спортсменом, який не виступав на тій олімпіаді, був Ришард Ширушильський, якого замінив Збігнев Зарчицький. Першим турніром, який передував іграм був «Турнір столиць», що відбувався в квітні, де національна команда виступала за Варшаву. Одним з головних успіхів тоді була перемога над Чехословацькою командою з рахунком 3:1, проте в наступних іграх польська команда програла угорській (2:3) і команді НДР (1:3). У квітні поляки також виступали на турнірі в Остенде, де вони закінчили свій перший етап підготовки, і їм удалось двічі виграти, спершу в угорців, потім у югославів, проте вони програли команді Румунії. У серпні відбулися наступні два товариські турніри: перший проходив в місті Брашові, де збірна Польщі несподівано програла другій збірній Румунії, проте на іншому турнірі, що проходив в Магдебурзі, полякам вдалось виграти в тодішніх чемпіонів Європи — СРСР. Польська волейбольна команда досягла своїх найкращих результатів у 1970-х, коли виграла золоті медалі на Чемпіонаті світу серед чоловіків 1974 року та Олімпійських іграх 1976 року в Монреалі. Вони також виграли декілька срібних медалей на чемпіонаті Європи в період з 1975 по 1983 рік, кілька разів програвши збірній СРСР. У той час командою керував Губерт Вагнер. На літніх олімпійських іграх у канадському Монреалі виступило 10 команд: у групі A, в яку потрапили поляки, були також Чехословаччина, Канада, Південна Корея та Куба. До півфіналу повинні були потрапити дві команди, які посіли б перше та друге місця. Перший матч національна команда Польщі грала 18 липня з Південною Кореєю, перші дві партії в грі вони програли 12 i 6, проте в трьох завершальних команда впевнено отримала перемогу. На другий день господарі турніру в трьох сетах програли полякам. Третя гра з кубинцями, як і перша, розпочалась програшем для поляків у двох сетах. Однак польські гравці виграли третю і четверту партії. П'ятий сет став вирішальним і закінчився через 47 хвилин з рахунком 20:18 на користь поляків. Для виходу в півфінал, Польща, окрім того, що мусила не програти, мала також перемогти в останньому матчі з Чехословаччиною, оскільки на той час в групі склалася така ситуація, що вони мали набагато гірші показники ніж кубинці. Поляки легко виграли той матч з рахунком 3:1, програвши лише перший сет. У півфінальному матчі збірна Польщі зіткнулася із захисником титулу — Японією. У тій грі тренер поляків Вагнер виставив на гру Гавловського, Скорека, Вуйтовича, Рибачевського, Стефанського та Боска, натомість на заміні були Зажицький, Карбаж та Любеєвський, тоді поляки втретє перемогли в п'ятисетовому матчі. 31 липня в фіналі команда зійшлася зі збірною СРСР, яка тоді виступала неймовірно вдало та не програла жодного сету в жодному матчі. Грати у фіналі вийшли ті самі волейболісти, що й у півфіналі. Після того, як перший сет поляки програли, тренер збірної поміняв Карбажа на Рибачевського; у другому сеті вдалось перемогти полякам, у третьому знову виграли СРСР, проте четвертий сет закінчився на користь поляків із рахунком 19:17. У фінальному сеті польські волейболісти після того, як рахунок на табло став 7:7, більше не програли ні балу, таким чином виграли золото Олімпійських ігор — третю чемпіонську медаль під керівництвом Губерта Єжи Вагнера.
Після виступів на олімпіаді Губерт Вагнер вирішив піти у відставку, а новим тренером збірної став колишній асистент Єжи Вальч. У той час, коли відбувалися олімпійські ігри, відбувся конгрес ФІВБ, на якому було прийнято рішення змінити цикл проведення міжнародних змагань, зокрема першість Європи повинна була відбуватись відтепер кожні 2 роки в непарні дати. Виходячи з такої позиції 1977 року в Фінляндії відбувся наступний чемпіонат Європи.
Найтитулованішим гравцем у історії польського волейболу є нападник Томаш Вуйтович — чемпіон світу, олімпійський та чотириразовий срібний призер чемпіонатів Європи. Його колеги по збірній, які грали в 1970-х — Станіслав Госціняк і Едвард Скорек — були прийняті до Волейбольної зали слави в місті Голіок. У 2010 році в Зал слави після смерті включено тренера та волейболіста Губерт Єжи Вагнера.

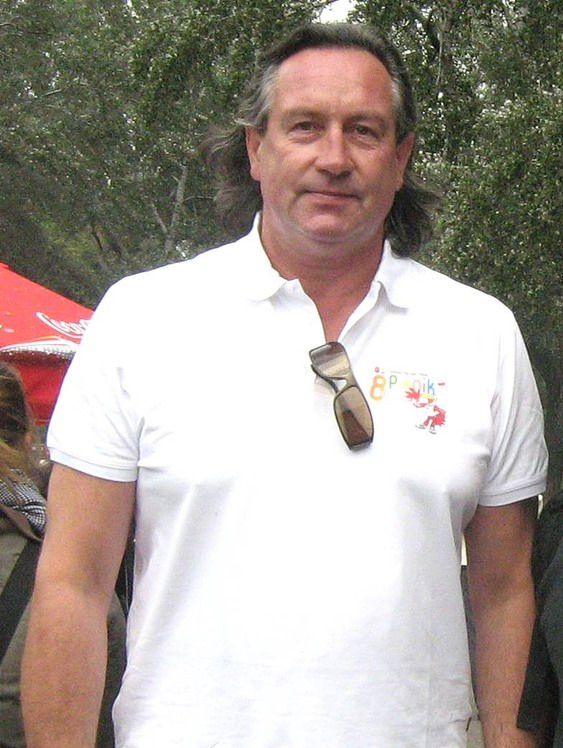
Томаш Вуйтович

На груповому етапі чемпіонату Європи польські волейболісти зустрічалися з Болгарією, Чехословаччиною, Нідерландів, ГДР i СРСР, де програли тільки один раз німцям. У групі вони тоді зайняли друге місце після СРСР, що давало їм змогу вийти у півфінал. У півфіналі грали з Румунією, яка зайняла перше місце в своїй групі, програвши тільки італійцям. Польща в тому поєдинку здобула перемогу, після чого у фіналі відбувся матч між волейболістами СРСР та Польщі, серед яких попередньо перемогли поляки в групі 3:1. Однак цього разу саме гравці Радянського Союзу вийшли переможцями, перемігши 3:1. У фінальному поєдинку в основі зіграли Босек, Чая, Гавловський, Карбаж, Стефанський та Вуйтович. Так поляки стали срібними призерами турніру й, окрім того, найкращим нападником того турніру став Томаш Вуйтович.
Коли тренером збірної став Александер Скіба, команда двічі вигравала титули віцечемпіонів Європи — у 1979 році на першості у Франції та 1981-го на першості в Болгарії, крім того, поляки зайняли 4-те місце на Олімпійських іграх у Москві та 6-те місце на чемпіонаті світу 1982 року в Аргентині. У 1983-му Губерт Вагнер перестав тренувати польську жіночу волейбольну команду і знову став тренером чоловічої збірної, яка під його керівництвом виграла п'яту срібну медаль поспіль на чемпіонаті Європи у 1983 році. Також польська команда пройшла кваліфікацію на Олімпійські ігри в Лос-Анджелесі, але через бойкот країн соціалістичного блоку польські волейболісти на турнірі не взяли участі. Натомість, команда грала у змаганнях «Дружба-84», проведених альтернативно для спортсменів із соціалістичних країн, де поляки здобули бронзові медалі. Вже на наступному чемпіонаті Європи в 1985 році команда посіла четверте місце. Відтоді до 1997 року команда переживала тривалий спад, однак після цього знову настав етап тріумфів та великих перемог.

### Період Рауля Лосано
17 січня 2005 року Польська федерація волейболу (PZPS) обрала Рауля Лосано на посаду головного тренера національної збірної. Головними його досягненнями стали:
- 4-те місце на Світовій лізі 2005
- 5-те місце на чемпіонаті Європи 2005
- 1-ше місце на IV турнірі Губерта Вагнера у 2006 році
- 2-ге місце чемпіонаті світу у 2006 році
- 4-те місце Світовій лізі 2007 року
- 5-те місце на Світовій лізі 2008 року
- 1-ше місце на четвертому турнірі Губерта Вагнера у 2008 році
- 5-те місце під час літніх олімпійських іграх у Пекіні 2008

16 вересня 2008 р. керівництво Польської федерації волейболу вирішило не продовжувати контракт, термін дії якого закінчився 31 грудня 2008 року.

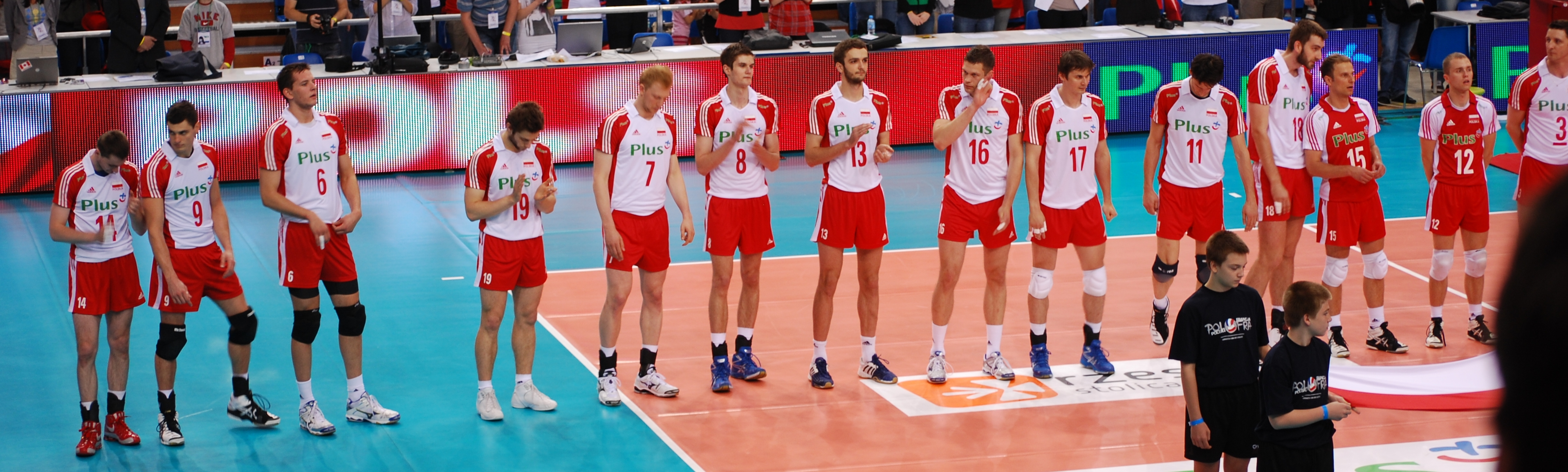
Перед товариським матчем із Францією
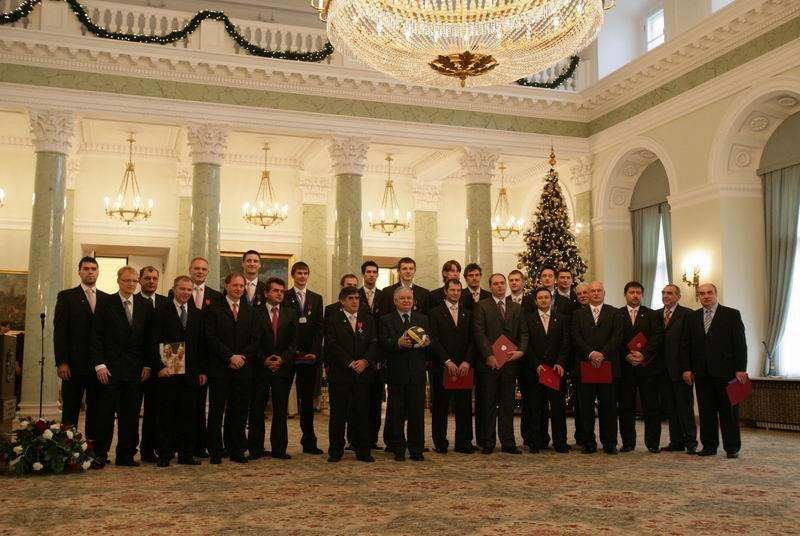
У президентському палаці
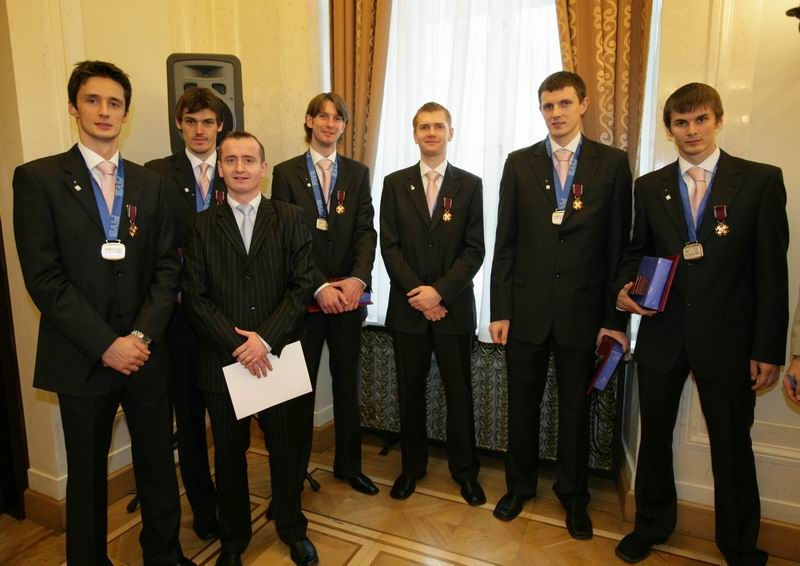
Під час зустрічі з президентом Лехом Качинським
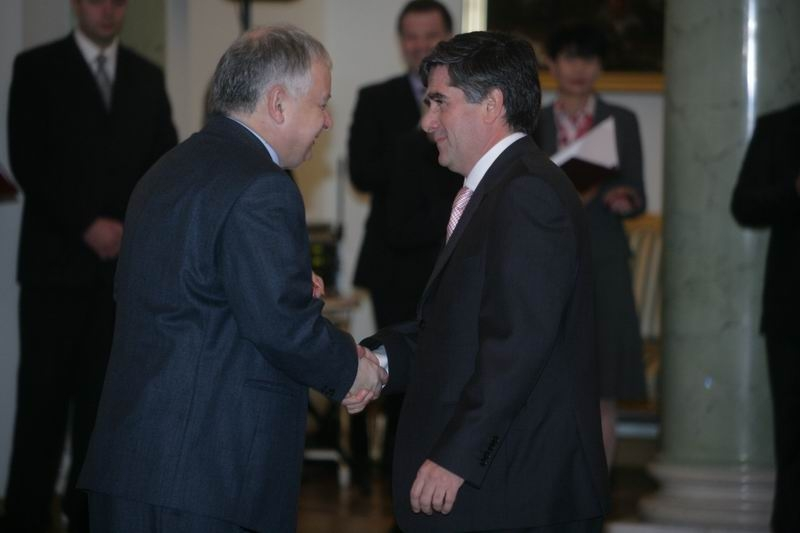
Колишній тренер команди Рауль Лосано на зустрічі з Лехом Качинським

### Період Данієля Кастеллані
Новим тренером польської збірної став Данієль Кастеллані, колишній тренер польської волейбольної команди «Скра» Белхатув. Рішення про його призначення оголосили 17 січня 2009 року. Найбільшим його успіхом стала перемога на Чемпіонаті Європи 2009, що відбувся в Туреччині. Наступного року його звільнили через поганий виступ команди на Чемпіонаті світу 2010. PZPS виплатив йому компенсацію за дострокове розірвання договору.

### Збірна після 2011 року
Третього лютого 2011 року з рішення керівництва PZPS новим тренером обрали Андреа Анастазі, а вже 23 лютого з ним підписали нову угоду. Одним із його перших кроків було усунення одного з лідерів команди Маріуша Влязлого. Того року він із командою брав участь у трьох міжнародних змаганнях: Світовій лізі, де вони посіли третє місце, Чемпіонаті Європи теж третє, в Кубку світу — друге місце, а також пройшли кваліфікацію на Олімпійські ігри в Лондоні.
У 2012 році команда перемогла в Світовій лізі, здолавши в фіналі з рахунком 3:0 збірну США, натомість виступ на Олімпійських іграх у Лондоні закінчився невдало. Збірну Польщі з волейболу тоді вважали одним із фаворитів на здобуття олімпійських медалей, проте команда вибула з турніру, програвши майбутнім чемпіонам росіянам з рахунком 0:3.
Сезон 2013 збірна почала з виступів у Світовій лізі, де захищали золоті медалі, здобуті торік, однак на цьому турнірі поляки зазнали невдачі, розпочавши з чотирьох поразок (дві поразки бразилцям і дві інші Франції), що було найгіршим початком виступів поляків на цьому турніру від 1999 року. Однак «кадра» все ще мала шанс пройти до фінального турніру, що відбувався тоді в Мар-дель-Плата, якби вдалося перемогти команди США та Аргентини, проте, після матчу зболгарами стало ясно, що чемпіонський титул захистити не вдасться: у першому матчі програли 0:3. У матчі-реванші, який має лише престижне значення, поляки також програли 2:3. У загальному підсумку Світової ліги 2013 року поляки посіли 11-те місце, що також було найгіршим результатом для збірної Польщі у Світовій лізі з 1998 року. Ще однією подією став чемпіонат Європи, де у своїй групі зайняли 2-ге місце після команди Франції, що дало змогу грати в стикових матчах, утім уже в першому матчі програли болгарам 2:3, хоча вигравали 2:0. Через погані результати в сезоні Анастазі звільнили з посади 24 жовтня 2013 року. PZPS виплатило йому компенсацію за дострокове розірвання договору.
Місяць потому, 24 листопада 2013 PZPS вибрала новим тренером Стефана Антіґу — француза, колишнього професійного волейболіста, який кілька років грав у польській волейбольній лізі, але раніше не працював тренером. Він почав тренерувати збірну в травні 2014 року, закінчивши професійну кар'єру волейболіста. У 2014-му чоловіча збірна брала участь у відбіркових турах до чемпіонату Європи 2015 року. Суперниками у кваліфікаційній групі були Словенія, Північна Македонія та Латвія. У першому кваліфікаційному етапі у Вроцлаві поляки виграли всі три поєдинки, програвши лише один сет. Через тиждень, під час другого кваліфікаційного турніру в Любляні на початку вони програли матч Словенії на тай-брейку, але виграли два матчі поспіль із Латвією та Північною Македонією з рахунком 3:0 і вийшли на чемпіонат Європи. Пізніше команда почала грати в Світовій лізі, де перейшла до першого дивізіону, тобто Еліти. Однак, колективові не вдалося пройти до фінального етапу турніру, попри дві перемоги над Бразилією, Італією та Іраном, які виходили у фінальний етап турніру.

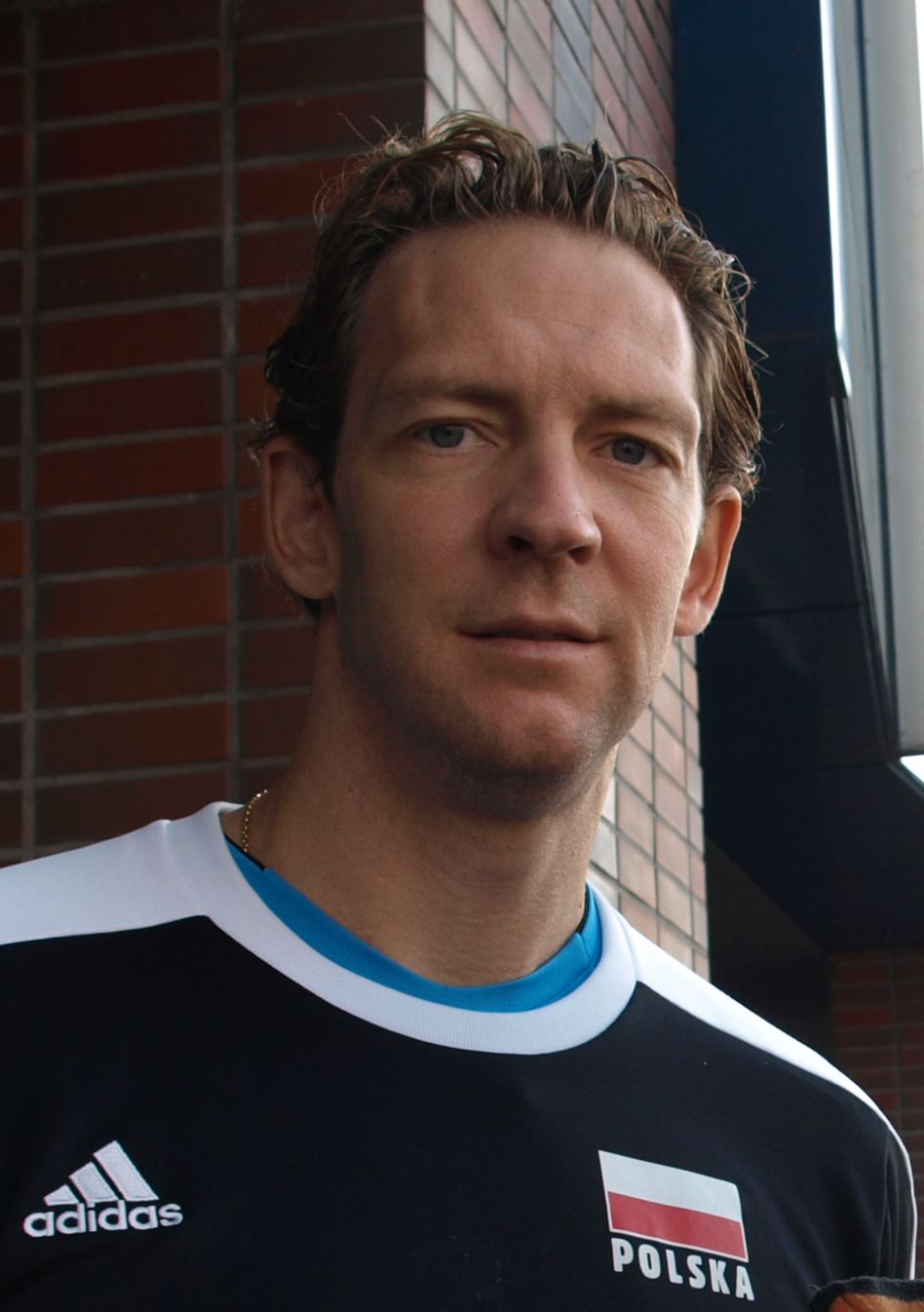
Стефан Антіга у футболці польської чоловічої волейбольної збірної під час чемпіонату світу з волейболу серед чоловіків 2014 у Польщі.

Найважливішим турніром для тренера та волейболістів став чемпіонат світу, що відбувався в Польщі. Польські волейболісти виграли перший груповий етап, де здобули перемогу в кожному матчі та максимальну кількість балів, програвши лише один сет у матчі проти Камеруну. Суперниками на другому груповому етапі були США, Італія, Іран та Франція. Поляки розпочали цей етап з поразки 1:3 проти США, але згодом команда виграла ще три матчі і просунулася з другого місця в групі у третій груповий етап, де суперниками були Бразилія (чемпіони світу) та Росія (олімпійські чемпіони). На тому турнірі команда двічі перемогла з рахунком 3:2 і вийшла з групи з першого місця. У півфіналі суперниками була збірна Німеччини, яку здолали з рахунком 3:1, завдяки чому після 8 років вийшли у фінал чемпіонату світу, де їхнім суперником була Бразилія, яким поляки програли раніше з рахунком 0:3 у 2006-му. У першому сеті бразильці впевнено домінували та перемогли, але в наступних сетах взяла верх польська команда, і так команда здобула перемогу вдруге в своїй історії і вперше за 40 років.
У Світовій Лізі 2015 збірна посіла 4-те місце, а на Кубку світу 2015 здобула бронзу. Під час Чемпіонату з волейболу 2015 команда зайняла 5-ту позицію.
Після перемоги на кваліфікаційному турнірі, що проходив у Японії, польська команда здобула право участі на олімпіаді в Ріо у 2016 році. На самому турнірі збірній удалось потрапити до чвертьфіналу і зайняти 5-8 місця. У Лізі світу 2016 польська збірна зайняла 5-те місце. 10 жовтня 2016 року Польська федерація волейболу оголосила про розірвання тренерського контракту з французом.
У 2017 році головним наставником команди за результатами конкурсу став Фердинандо Де Джорджі, якого, втім, невдовзі звільнили. Серед нових претендентів на посаду керманича «кадри» був, зокрема, аргентинець Марсело Мендес.
7 лютого 2018 року PZPS вибрав новим тренером Польщі бельгієць Вітал Гейнен. З новим тренером команда пройшла до фінального турніру Ліги Націй 2018 року.
30 вересня 2018 року на Чемпіонаті світу 2018 після перемоги у фіналі в Турині над збірної Бразилії 3:0 біло-червоні захистили свій титул чемпіона світу.
Знову польська збірна пройшла у фінальний етап Ліги націй 2019, який грали в Чикаго, де граючи в експериментальному складі, що складається здебільшого з гравців молодого покоління, вона посіла 3-тє місце.
У кваліфікаційному турнірі до олімпійських ігор в Токіо, який відбувся в Тримісті, збірна Польщі перемогла, вигравши всі матчі. У 2019 році команда зайняла 2-ге місце на турнірі Кубку світу.

### Історичні ігри

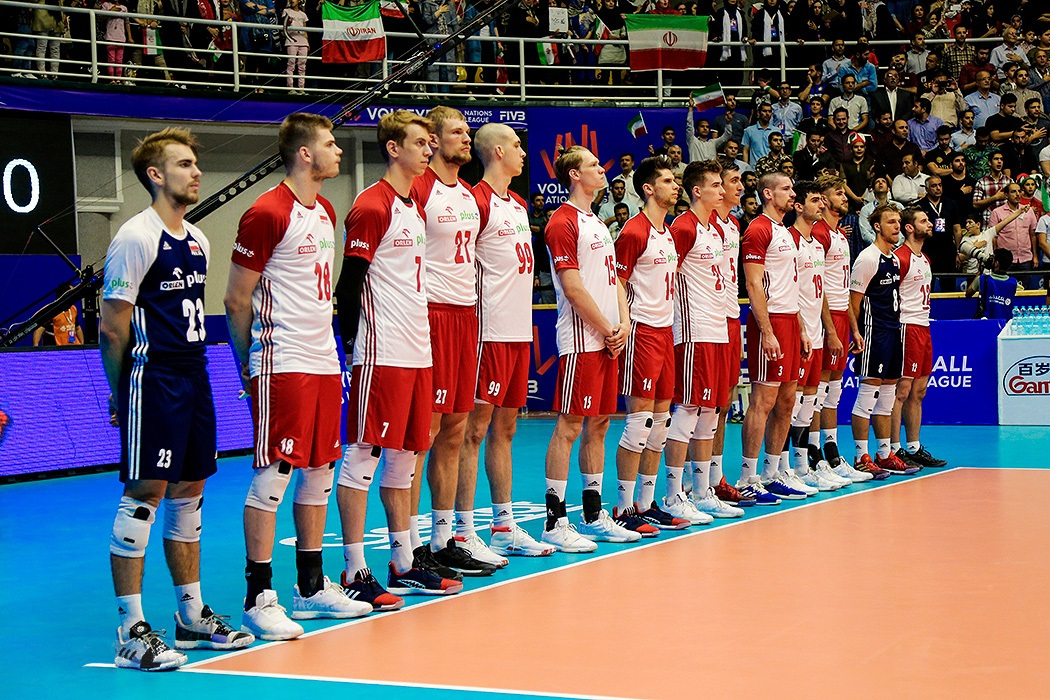
Польська національна волейбольна команда під час Ліги Націй 2019

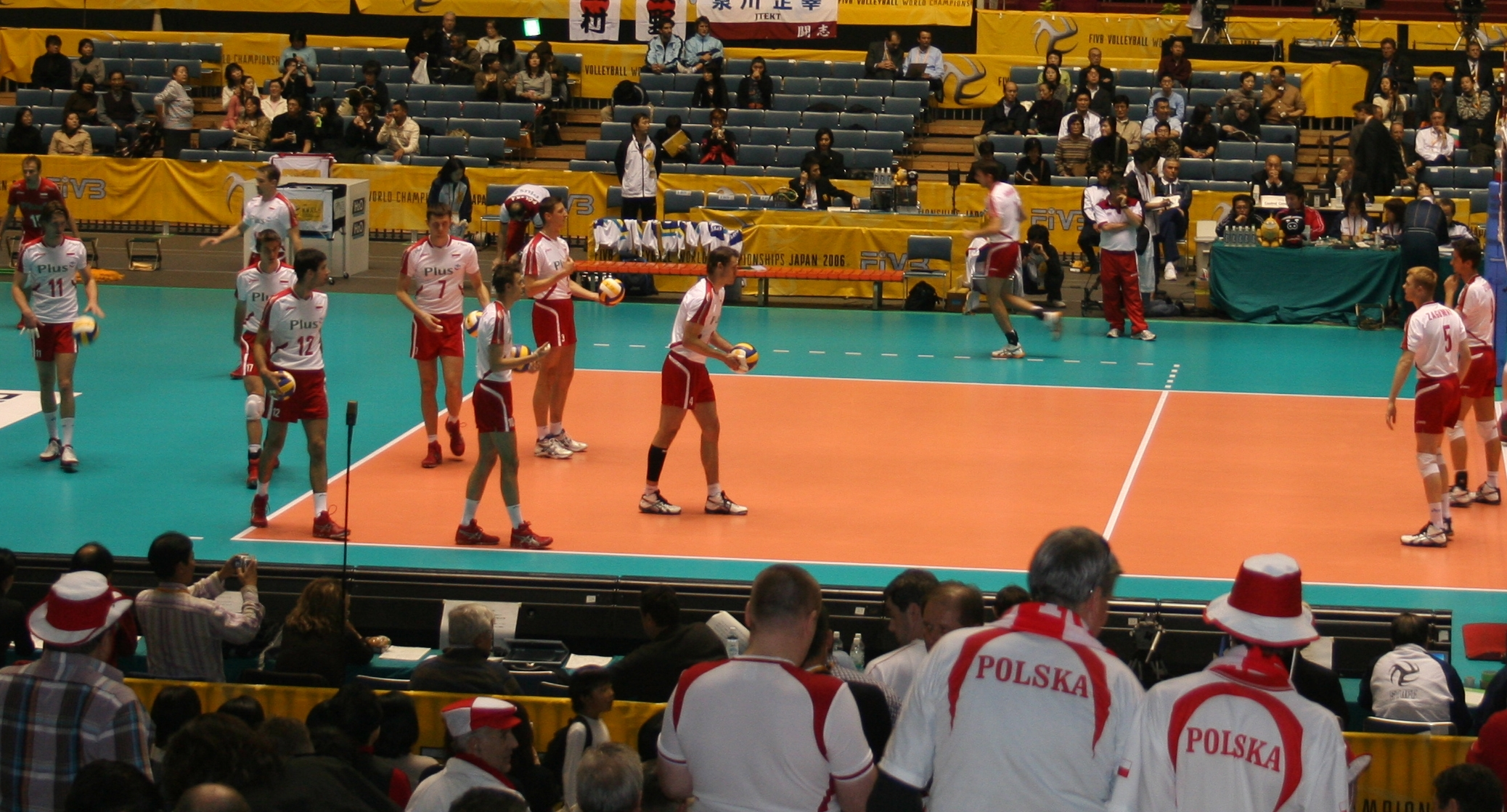
Польська команда під час виступів у Світовій Лізі 2006

- Літні Олімпійські ігри:
  - Перший матч турніру: 13 листопада 1968, Японія — Польща 3:0 (15:9, 15:11, 15:10), Мексика 1968
  - Перша перемога на турнірі: 16 листопада 1968, Польща — Мексика 3:1 (15:10, 7:15, 15:4, 15:3), Мексика 1968
  - Перемога в фіналі: 30 липень 1976, Польща — СРСР 3:2 (11:15, 15:13, 12:15, 19:17, 15:7), Монреаль 1976
- Чемпіонати світу:
  - Перший матч турніру: 10 вересня 1949, Польща — Нідерланди 3:0, Прага 1949
  - Перша перемога на турнірі: 10 вересня 1949, Польща — Нідерланди 3:0, Прага 1949
  - Перемога на турнірі: 28 листопада 1974, Польща — Не було класичного фіналу, той хто переміг в групі перемагав на турнірі 1974
  - Перемога в фіналі: 21 вересня 2014, Польща — Бразилія 3:1, Катовиці 2014
  - Перемога в фіналі: 30 вересня 2018, Польща — Бразилія 3:0, Торунь 2018
- Чемпіонат Європи:
  - Перший матч у фіналі: 15 листопада 1950, Чехословаччина — Польща 3:1 (15:12, 15:9, 14:16, 15:7), Софія 1950
  - Перша перемога в фіналі: 22 червня 1955, Польща — Угорщина 3:1 (15:12, 13:15, 15:10, 15:9), Бухарест 1955
  - Перемога в фіналі: 13 вересня 2009, Польща — Франція 3:1 (29:27, 25:21, 16:25, 26:24), Ізмір 2009
  - Перемога в фіналі: 16 вересня 2023, Польща — Італія 3:0 (25:20, 25:21, 25:23), Рим 2023
- Світова ліга:
  - Перша гра на змаганнях: 14 травня 1998, Росія — Польща 2:3 (15:11, 15:7, 16:17, 12:15, 11:15), Липецьк 1998
  - Перша перемога: 14 травня 1998, Росія — Польща 2:3 (15:11, 15:7, 16:17, 12:15, 11:15), Липецьк 1998
  - Перемога в фіналі: 8 липня 2012, США — Польща 0:3 (17:25, 24:26, 20:25), Софія 2012
- Кубок світу:
  - Перша гра на змаганнях: 12 вересня 1965, СРСР — Польща 2:3 (15:8, 6:15, 13:15, 15:5, 7:15), Варшава 1965
  - Перша перемога: 12 вересня 1965, СРСР — Польща 2:3 (15:8, 6:15, 13:15, 15:5, 7:15), Варшава 1965
- Кубок Великих Чемпіонів:
  - Перша гра на змаганнях: 18 листопада 2008, Японія — Польща 3:2 (22:25, 25:15, 21:25, 25:21, 15:10), Осака 2008
  - Перша перемога : 22 листопада 2008, Іран — Польща 1:3 (23:25, 25:18, 26:28, 23:25), Нагоя 2008

## Участь у міжнародних турнірах

### Статистика
| Змагання                               | 1 | 2  | 3 | Всього |
| -------------------------------------- | - | -- | - | ------ |
| Волейбол на Олімпійських Іграх         | 1 | 0  | 0 | 1      |
| Чемпіонат світу                        | 3 | 1  | 0 | 4      |
| Чемпіонат Європи з волейболу           | 2 | 5  | 3 | 10     |
| Кубок світу                            | 0 | 3  | 1 | 3      |
| Всесвітній кубок чемпіонів з волейболу | 0 | 0  | 0 | 0      |
| Ліга Націй                             | 0 | 0  | 1 | 1      |
| Світова ліга                           | 1 | 0  | 1 | 2      |
| Європейські ігри                       | 0 | 0  | 0 | 0      |
| Євроліга                               | 0 | 0  | 1 | 1      |
| Універсіада з волейболу                | 0 | 2  | 0 | 2      |
| Змагання Дружба 84 з волейболу         | 0 | 0  | 1 | 1      |
| Всього                                 | 6 | 10 | 8 | 24     |

| Товариські турніри                   | 1 | 2 | 3 | Всього |
| ------------------------------------ | - | - | - | ------ |
| Меморіал пам'яті Губерта Єжи Вагнера | 8 | 5 | 3 | 16     |
| Всього                               | 8 | 5 | 3 | 16     |

### Олімпійські ігри
Переможці       Срібні призери        Третє місце       Четверте місце
| Олімпійські Ігри таблиця | Олімпійські Ігри таблиця | Олімпійські Ігри таблиця | Олімпійські Ігри таблиця | Олімпійські Ігри таблиця | Олімпійські Ігри таблиця | Олімпійські Ігри таблиця | Олімпійські Ігри таблиця |                    |
| Рік                      | Раунд                    | Позиція                  | І                        | В                        | П                        | СВ                       | СП                       |                    |
| ------------------------ | ------------------------ | ------------------------ | ------------------------ | ------------------------ | ------------------------ | ------------------------ | ------------------------ | ------------------ |
| 1964                     | Не кваліфікувалися       | Не кваліфікувалися       | Не кваліфікувалися       | Не кваліфікувалися       | Не кваліфікувалися       | Не кваліфікувалися       | Не кваліфікувалися       | Не кваліфікувалися |
| 1968                     | Груповий раунд           | 5                        | 9                        | 6                        | 3                        | 18                       | 11                       |                    |
| 1972                     | Попередній тур           | 9                        | 6                        | 2                        | 4                        | 11                       | 12                       |                    |
| 1976                     | Фінал                    | 1                        | 6                        | 6                        | 0                        | 18                       | 9                        |                    |
| 1980                     | Півфінал                 | 4                        | 6                        | 3                        | 3                        | 12                       | 11                       |                    |
| 1984                     | Бойкот                   | Бойкот                   | Бойкот                   | Бойкот                   | Бойкот                   | Бойкот                   | Бойкот                   | Бойкот             |
| 1988                     | Не кваліфікувалися       | Не кваліфікувалися       | Не кваліфікувалися       | Не кваліфікувалися       | Не кваліфікувалися       | Не кваліфікувалися       | Не кваліфікувалися       | Не кваліфікувалися |
| 1992                     | Не кваліфікувалися       | Не кваліфікувалися       | Не кваліфікувалися       | Не кваліфікувалися       | Не кваліфікувалися       | Не кваліфікувалися       | Не кваліфікувалися       | Не кваліфікувалися |
| 1996                     | Попередній тур           | 11                       | 5                        | 0                        | 5                        | 1                        | 15                       |                    |
| 2000                     | Не кваліфікувалися       | Не кваліфікувалися       | Не кваліфікувалися       | Не кваліфікувалися       | Не кваліфікувалися       | Не кваліфікувалися       | Не кваліфікувалися       | Не кваліфікувалися |
| 2004                     | Чвертьфінал              | 5                        | 6                        | 3                        | 3                        | 10                       | 12                       |                    |
| 2008                     | Чвертьфінал              | 5                        | 5                        | 4                        | 2                        | 14                       | 9                        |                    |
| 2012                     | Чвертьфінал              | 5                        | 6                        | 3                        | 3                        | 11                       | 10                       |                    |
| 2016                     | Чвертьфінал              | 5                        | 6                        | 4                        | 2                        | 14                       | 8                        |                    |
| 2020                     | Чвертьфінал              | 5                        | 6                        | 4                        | 2                        | 16                       | 7                        |                    |
| Всього                   | 1 Титул                  | 10/15                    | 61                       | 35                       | 27                       | 125                      | 104                      |                    |

### Чемпіонати світу
| Чемпіонат світу таблиця | Чемпіонат світу таблиця | Чемпіонат світу таблиця | Чемпіонат світу таблиця | Чемпіонат світу таблиця | Чемпіонат світу таблиця | Чемпіонат світу таблиця | Чемпіонат світу таблиця | Чемпіонат світу таблиця |
| Рік                     | Раунд                   | Позиція                 | І                       | В                       | П                       | СВ                      | СП                      |                         |
| ----------------------- | ----------------------- | ----------------------- | ----------------------- | ----------------------- | ----------------------- | ----------------------- | ----------------------- | ----------------------- |
| 1949                    | Фінальний етап          | 5                       | 7                       | 2                       | 5                       | 9                       | 15                      |                         |
| 1952                    | 7–11 місця              | 7                       | 7                       | 5                       | 2                       | 17                      | 6                       |                         |
| 1956                    | Фінальний етап          | 4                       | 10                      | 7                       | 3                       | 23                      | 11                      |                         |
| 1960                    | Фінальний етап          | 4                       | 10                      | 7                       | 3                       | 24                      | 14                      |                         |
| 1962                    | Фінальний етап          | 6                       | 11                      | 5                       | 6                       | 23                      | 19                      |                         |
| 1966                    | Фінальний етап          | 6                       | 10                      | 6                       | 4                       | 22                      | 18                      |                         |
| 1970                    | Фінальний етап          | 5                       | 11                      | 7                       | 4                       | 24                      | 21                      |                         |
| 1974                    | Фінальний етап          | 1                       | 11                      | 11                      | 0                       | 33                      | 10                      |                         |
| 1978                    | 5–8 місця               | 8                       | 9                       | 5                       | 4                       | 18                      | 16                      |                         |
| 1982                    | 5–8 місця               | 6                       | 9                       | 5                       | 4                       | 17                      | 14                      |                         |
| 1986                    | 9–12 місця              | 9                       | 8                       | 4                       | 4                       | 15                      | 12                      |                         |
| 1990                    | Не кваліфікувалися      | Не кваліфікувалися      | Не кваліфікувалися      | Не кваліфікувалися      | Не кваліфікувалися      | Не кваліфікувалися      | Не кваліфікувалися      | Не кваліфікувалися      |
| 1994                    | Не кваліфікувалися      | Не кваліфікувалися      | Не кваліфікувалися      | Не кваліфікувалися      | Не кваліфікувалися      | Не кваліфікувалися      | Не кваліфікувалися      | Не кваліфікувалися      |
| 1998                    | Груповий етап           | 17                      | 3                       | 1                       | 2                       | 4                       | 6                       |                         |
| 2002                    | Другий раунд            | 11                      | 6                       | 4                       | 2                       | 15                      | 10                      |                         |
| 2006                    | Фінал                   | 2                       | 11                      | 10                      | 1                       | 30                      | 6                       |                         |
| 2010                    | Другий раунд            | 13                      | 5                       | 3                       | 2                       | 9                       | 9                       |                         |
| 2014                    | Фінал                   | 1                       | 13                      | 12                      | 1                       | 37                      | 15                      |                         |
| 2018                    | Фінал                   | 1                       | 12                      | 9                       | 3                       | 32                      | 14                      |                         |
| 2022                    | Фінал                   | 2                       | 7                       | 6                       | 1                       | 19                      | 8                       |                         |
| Всього                  | 3 Титули                | 18/20                   | 160                     | 109                     | 51                      | 371                     | 224                     |                         |

### Кубок Світу
| 1965   | Фінальна група  | 2               | 7               | 6               | 1               | 20              | 9               |                 |                 |
| 1969   | 7–11 місця      | 8 місце         | 6               | 3               | 3               | 12              | 9               |                 |                 |
| 1977   | Фінальна група  | 4 місце         | 8               | 6               | 2               | 18              | 13              |                 |                 |
| 1981   | Груповий раунд  | 4 місце         | 7               | 4               | 3               | 14              | 13              |                 |                 |
| 1985   | Не брали участі | Не брали участі | Не брали участі | Не брали участі | Не брали участі | Не брали участі | Не брали участі | Не брали участі | Не брали участі |
| 1989   | Не брали участі | Не брали участі | Не брали участі | Не брали участі | Не брали участі | Не брали участі | Не брали участі | Не брали участі | Не брали участі |
| 1991   | Не брали участі | Не брали участі | Не брали участі | Не брали участі | Не брали участі | Не брали участі | Не брали участі | Не брали участі | Не брали участі |
| 1995   | Не брали участі | Не брали участі | Не брали участі | Не брали участі | Не брали участі | Не брали участі | Не брали участі | Не брали участі | Не брали участі |
| 1999   | Не брали участі | Не брали участі | Не брали участі | Не брали участі | Не брали участі | Не брали участі | Не брали участі | Не брали участі | Не брали участі |
| 2003   | Не брали участі | Не брали участі | Не брали участі | Не брали участі | Не брали участі | Не брали участі | Не брали участі | Не брали участі | Не брали участі |
| 2007   | Не брали участі | Не брали участі | Не брали участі | Не брали участі | Не брали участі | Не брали участі | Не брали участі | Не брали участі | Не брали участі |
| 2011   | Груповий раунд  | 2               | 11              | 8               | 3               | 30              | 15              |                 |                 |
| 2015   | Груповий раунд  | 3               | 11              | 10              | 1               | 31              | 11              |                 |                 |
| 2019   | Груповий раунд  | 2               | 11              | 9               | 2               | 30              | 9               |                 |                 |
| Всього | 0 Титулів       | 7/14            | 61              | 46              | 15              | 155             | 79              |                 |                 |

### Всесвітній кубок чемпіонів з волейболу
| 1993   | Не брали участі | Не брали участі | Не брали участі | Не брали участі | Не брали участі | Не брали участі | Не брали участі | Не брали участі | Не брали участі |
| 1997   | Не брали участі | Не брали участі | Не брали участі | Не брали участі | Не брали участі | Не брали участі | Не брали участі | Не брали участі | Не брали участі |
| 2001   | Не брали участі | Не брали участі | Не брали участі | Не брали участі | Не брали участі | Не брали участі | Не брали участі | Не брали участі | Не брали участі |
| 2005   | Не брали участі | Не брали участі | Не брали участі | Не брали участі | Не брали участі | Не брали участі | Не брали участі | Не брали участі | Не брали участі |
| 2009   | Груповий раунд  | 4 місце         | 5               | 2               | 3               | 9               | 10              |                 |                 |
| 2013   | Не брали участі | Не брали участі | Не брали участі | Не брали участі | Не брали участі | Не брали участі | Не брали участі | Не брали участі | Не брали участі |
| 2017   | Не брали участі | Не брали участі | Не брали участі | Не брали участі | Не брали участі | Не брали участі | Не брали участі | Не брали участі | Не брали участі |
| Всього | 0 Титулів       | 1/7             | 5               | 2               | 3               | 9               | 10              |                 |                 |

### Ліга Націй
| Волейбольна Ліга Націй таблиця | Волейбольна Ліга Націй таблиця | Волейбольна Ліга Націй таблиця | Волейбольна Ліга Націй таблиця | Волейбольна Ліга Націй таблиця | Волейбольна Ліга Націй таблиця | Волейбольна Ліга Націй таблиця | Волейбольна Ліга Націй таблиця | Волейбольна Ліга Націй таблиця |
| Рік                            | Раунд                          | Позиція                        | І                              | В                              | П                              | СВ                             | СП                             |                                |
| ------------------------------ | ------------------------------ | ------------------------------ | ------------------------------ | ------------------------------ | ------------------------------ | ------------------------------ | ------------------------------ | ------------------------------ |
| 2018                           | Фінальний Етап                 | 5                              | 17                             | 10                             | 7                              | 33                             | 25                             |                                |
| 2019                           | Півфінал                       | 3                              | 19                             | 14                             | 5                              | 48                             | 31                             |                                |
| Всього                         | 0 Титулів                      | 2/2                            | 36                             | 24                             | 12                             | 81                             | 56                             |                                |

| Реєстри Ліги націй | Реєстри Ліги націй | Реєстри Ліги націй |
| Рік                | Позиція            | Реєстер |
| ------------------ | ------------------ | --- |
| 2018 Ліль          | 5 місце            | Музай, Курек, Шальпук, Шульц, Леманський, Джизга, Ломач, Кохановський, Слівка, Заторський, Журек, Кволек, Бенек (с), Беднож.                       |
| 2019 Чикаго        | Бронзові медалі    | Музай, Коменда, Качмарек, Грущинський, Болондзь, Кволек, Януш, Форналь, Беднож, Попівчак, Лукасік, Клос (с), Врона, Губер. Головний тренер: Гейнен |

### Світова ліга

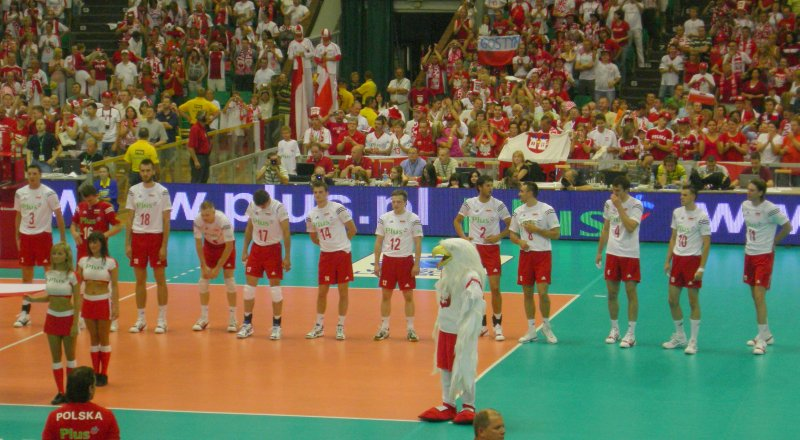
Польські волейболісти перед матчем Світової ліги, 2008 рік

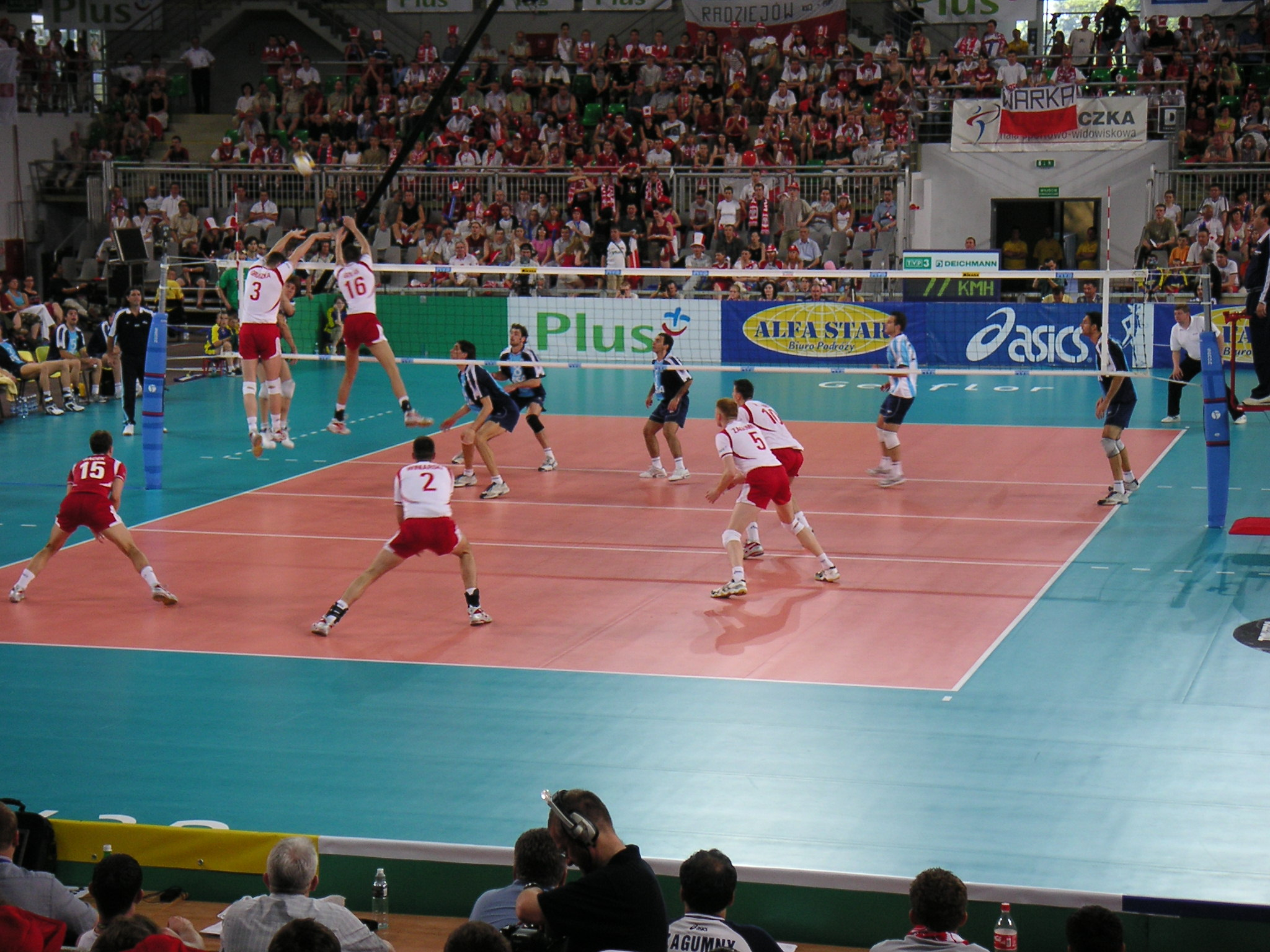
Польська команда під час гри з Аргентиною на турнірі Світової Ліги, 2005 рік

- 1998 Мілан — 10 місце
- 1999 Мар-дель-Плата — 8 місце
- 2000 Роттердам — 8 місце
- 2001 Катовиці — 7 місце
- 2002 Бело-Орізонте — 5 місце
- 2003 Мадрид — 9 місце
- 2004 Рим — 7 місце
- 2005 Белград — 4 місце
- 2006 Москва — 7 місце
- 2007 Катовиці — 4 місце
- 2008 Ріо-де-Жанейро — 5 місце
- 2009 Белград — 9 місце
- 2010 Кордова — 10 місце
- 2011 Гданськ —  Бронзові Призери
- 2012 Софія —  Золоті призери
- 2013 Мар-Дель-Плата — 11 місце
- 2014 Флоренція — 8 місце
- 2015 Ріо-де-Жанейро — 4 місце
- 2016 Краків — 5 місце
- 2017 Корітіба — 8 місце

### Турнір пам'яті Губерта Єжи Вагнера
- 2003 Ольштин —  Срібні призери
- 2004 Ольштин —  Срібні призери (Основна Команда) / 5 місце (Команда B)
- 2005 Ольштин/Ілава —  Срібні призери
- 2006 Оструда/Ілава/Ольштин —  Золоті призери (Основна Команда) / 6 місце (Команда B)
- 2007 Ольштин/Ельблонг/Оструда —  Бронзові призери
- 2008 Ольштин —  Золоті призери
- 2009 Лодзь —  Золоті призери
- 2010 Бидгощ —  Бронзові призери
- 2011 Катовіце — 4 місце
- 2012 Зелена Гура —  Золоті призери
- 2013 Плоцьк —  Золоті призери
- 2014 Краків —  Срібні призери
- 2015 Торунь —  Золоті призери
- 2016 Краків —  Бронзові призери
- 2017 Краків —  Золоті призери
- 2018 Краків —  Золоті призери
- 2019 Краків —  Срібні призери

### Чемпіонати Європи

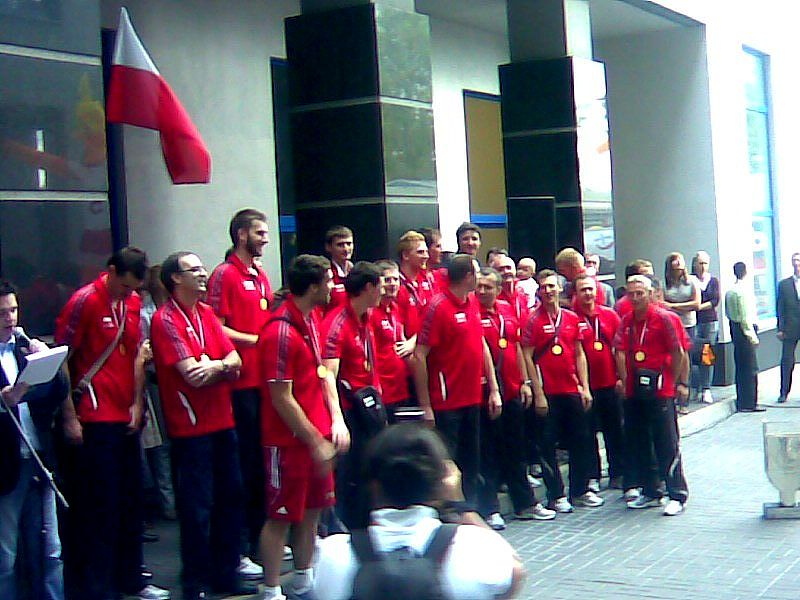
Переможці чемпіонату Європи 2009

| Чемпіонати Європи таблиця | Чемпіонати Європи таблиця      | Чемпіонати Європи таблиця      | Чемпіонати Європи таблиця      | Чемпіонати Європи таблиця      | Чемпіонати Європи таблиця      | Чемпіонати Європи таблиця      | Чемпіонати Європи таблиця      |                                |
| Рік                       | Раунд                          | Позиція                        | І                              | В                              | П                              | СВ                             | СП                             |                                |
| ------------------------- | ------------------------------ | ------------------------------ | ------------------------------ | ------------------------------ | ------------------------------ | ------------------------------ | ------------------------------ | ------------------------------ |
| 1948                      | Не брали участі в кваліфікації | Не брали участі в кваліфікації | Не брали участі в кваліфікації | Не брали участі в кваліфікації | Не брали участі в кваліфікації | Не брали участі в кваліфікації | Не брали участі в кваліфікації | Не брали участі в кваліфікації |
| 1950                      | Груповий раунд                 | 6                              | 5                              | 0                              | 5                              | 3                              | 15                             |                                |
| 1951                      | Не брали участі в кваліфікації | Не брали участі в кваліфікації | Не брали участі в кваліфікації | Не брали участі в кваліфікації | Не брали участі в кваліфікації | Не брали участі в кваліфікації | Не брали участі в кваліфікації | Не брали участі в кваліфікації |
| 1955                      | Фінальна стадія                | 6                              | 9                              | 4                              | 5                              | 17                             | 19                             |                                |
| 1958                      | Фінальна стадія                | 6                              | 11                             | 7                              | 4                              | 25                             | 15                             |                                |
| 1963                      | Фінальна стадія                | 6                              | 9                              | 5                              | 4                              | 18                             | 16                             |                                |
| 1967                      | Фінальна стадія                | 3                              | 10                             | 7                              | 3                              | 25                             | 13                             |                                |
| 1971                      | Фінальна стадія                | 6                              | 8                              | 3                              | 5                              | 14                             | 16                             |                                |
| 1975                      | Фінальна стадія                | 2                              | 7                              | 5                              | 2                              | 17                             | 9                              |                                |
| 1977                      | Фінальна стадія                | 2                              | 7                              | 5                              | 2                              | 18                             | 9                              |                                |
| 1979                      | Фінальна стадія                | 2                              | 7                              | 6                              | 1                              | 18                             | 8                              |                                |
| 1981                      | Фінальна стадія                | 2                              | 7                              | 6                              | 1                              | 18                             | 5                              |                                |
| 1983                      | Фінальна стадія                | 2                              | 7                              | 6                              | 1                              | 19                             | 9                              |                                |
| 1985                      | Фінальна стадія                | 4                              | 7                              | 4                              | 3                              | 14                             | 11                             |                                |
| 1987                      | Не кваліфікувалися             | Не кваліфікувалися             | Не кваліфікувалися             | Не кваліфікувалися             | Не кваліфікувалися             | Не кваліфікувалися             | Не кваліфікувалися             | Не кваліфікувалися             |
| 1989                      | Груповий етап                  | 7                              | 7                              | 4                              | 3                              | 15                             | 11                             |                                |
| 1991                      | Груповий етап                  | 7                              | 7                              | 4                              | 3                              | 14                             | 15                             |                                |
| 1993                      | Груповий етап                  | 7                              | 7                              | 3                              | 4                              | 14                             | 14                             |                                |
| 1995                      | Груповий етап                  | 6                              | 7                              | 3                              | 4                              | 10                             | 12                             |                                |
| 1997                      | Не кваліфікувалися             | Не кваліфікувалися             | Не кваліфікувалися             | Не кваліфікувалися             | Не кваліфікувалися             | Не кваліфікувалися             | Не кваліфікувалися             | Не кваліфікувалися             |
| 1999                      | Не кваліфікувалися             | Не кваліфікувалися             | Не кваліфікувалися             | Не кваліфікувалися             | Не кваліфікувалися             | Не кваліфікувалися             | Не кваліфікувалися             | Не кваліфікувалися             |
| 2001                      | Груповий етап                  | 5                              | 7                              | 5                              | 2                              | 15                             | 13                             |                                |
| 2003                      | Груповий етап                  | 5                              | 7                              | 4                              | 3                              | 17                             | 12                             |                                |
| 2005                      | Груповий етап                  | 5                              | 5                              | 3                              | 2                              | 10                             | 7                              |                                |
| 2007                      | Груповий етап                  | 11                             | 6                              | 1                              | 5                              | 8                              | 16                             |                                |
| 2009                      | Фінал                          | 1                              | 8                              | 8                              | 0                              | 24                             | 7                              |                                |
| 2011                      | Півфінал                       | 3                              | 7                              | 4                              | 3                              | 14                             | 12                             |                                |
| 2013                      | Раунд 16                       | 9                              | 4                              | 2                              | 2                              | 9                              | 8                              |                                |
| 2015                      | Чвертьфінал                    | 5                              | 4                              | 3                              | 1                              | 11                             | 4                              |                                |
| 2017                      | Груповий етап                  | 10                             | 4                              | 2                              | 2                              | 6                              | 6                              |                                |
| 2019                      | Півфінал                       | 3                              | 9                              | 8                              | 1                              | 25                             | 4                              |                                |
| 2021                      | Півфінал                       | 3                              | 9                              | 8                              | 1                              | 25                             | 7                              |                                |
| 2023                      | Фінал                          | 1                              | 9                              | 9                              | 0                              | 27                             | 4                              |                                |
| Всього                    | 2 Титули                       | 28/33                          | 192                            | 121                            | 71                             | 425                            | 290                            |                                |

## Команда

### Поточний склад
Гравці та персонал волейбольної команди Польщі:
| Головний тренер:               | Вітал Гейнен                                                 |
| Асистенти:                     | Міхал Мєшко Гоголь, Себастьян Павлік                         |
| Тренери з фізичної підготовки: | Якуб Ґнядо, Фонс Вранкен                                     |
| Лікарі:                        | Ян Сокаль, Кшиштоф Зайонц, Веслав Маронь, Себастьян Жаб'єрек |
| Фізіотерапевти:                | Томаш Пєчко, Матеуш Ковалік                                  |
| Скаут:                         | Роберт Кажм'єрчак                                            |
| Офіційний речник:              | Маріуш Шишко                                                 |
| Менеджери:                     | Губерт Томашевські, Анджей Волковицький                      |

| No. | Імя                | Дата народження | Висота                     | Вага              | Спайк             | Блок              | 2020–21 клуб                |
| --- | ------------------ | --------------- | -------------------------- | ----------------- | ----------------- | ----------------- | --------------------------- |
| 1   | Пйотр Новаковський | 18 грудня 1987  | 2,05 м (6 фут 9 дюйм)      | 101 кг (223 фунт) | 360 см (140 дюйм) | 338 см (133 дюйм) | VERVA Варшава ORLEN Paliwa  |
| 3   | Мацей Музай        | 21 травня 1994  | 2,08 метра (6 фут 10 дюйм) | 88 кг (194 фунт)  | 379 см (149 дюйм) | 340 см (130 дюйм) | Урал Уфа / Перуджа          |
| 6   | Давид Конарський   | 31 серпня 1989  | 1,98 м (6 фут 6 дюйм)      | 101 кг (223 фунт) | 355 см (140 дюйм) | 335 см (132 дюйм) | «Чарні» Радом               |
| 7   | Артур Шальпук      | 20 березня 1995 | 2,01 м (6 фут 7 дюйм)      | 93 кг (205 фунт)  | 350 см (140 дюйм) | 325 см (128 дюйм) | VERVA Warszawa ORLEN Paliwa |
| 9   | Вільфредо Леон     | 31 липня 1993   | 2,01 м (6 фут 7 дюйм)      | 93 кг (205 фунт)  | 380 см (150 дюйм) | 346 см (136 дюйм) | Перуджа                     |
| 10  | Дам'ян Войташек    | 7 вересня 1988  | 1,80 м (5 фут 11 дюйм)     | 79 кг (174 фунт)  | 330 см (130 дюйм) | 305 см (120 дюйм) | VERVA Warszawa ORLEN Paliwa |
| 11  | Фабіян Джизга      | 3 січня 1990    | 1,96 м (6 фут 5 дюйм)      | 90 кг (200 фунт)  | 335 см (132 дюйм) | 325 см (128 дюйм) | Ресовія                     |
| 12  | Гжегож Ломач       | 1 жовтня 1987   | 1,88 м (6 фут 2 дюйм)      | 80 кг (180 фунт)  | 336 см (132 дюйм) | 309 см (122 дюйм) | Скра                        |
| 13  | Міхал Куб'як (C)   | 23 лютого 1988  | 1,92 м (6 фут 4 дюйм)      | 87 кг (192 фунт)  | 340 см (130 дюйм) | 320 см (130 дюйм) | Панасонік Пантерс           |
| 14  | Александер Слівка  | 24 травня 1995  | 1,98 м (6 фут 6 дюйм)      | 83 кг (183 фунт)  | 342 см (135 дюйм) | 325 см (128 дюйм) | ЗАКСА                       |
| 15  | Якуб Кохановський  | 17 липня 1997   | 1,99 м (6 фут 6 дюйм)      | 84 кг (185 фунт)  | 360 см (140 дюйм) | 319 см (126 дюйм) | ЗАКСА                       |
| 17  | Павел Заторський   | 21 червня 1990  | 1,84 м (6 фут 0 дюйм)      | 73 кг (161 фунт)  | 328 см (129 дюйм) | 304 см (120 дюйм) | ЗАКСА                       |
| 18  | Бартош Кволек      | 17 липня 1997   | 1,93 м (6 фут 4 дюйм)      | 93 кг (205 фунт)  | 343 см (135 дюйм) | 320 см (130 дюйм) | ЗАКСА                       |
| 20  | Матеуш Бенек       | 5 квітня 1994   | 2,10 м (6 фут 11 дюйм)     | 98 кг (216 фунт)  | 351 см (138 дюйм) | 329 см (130 дюйм) | Скра                        |

### Головні тренери

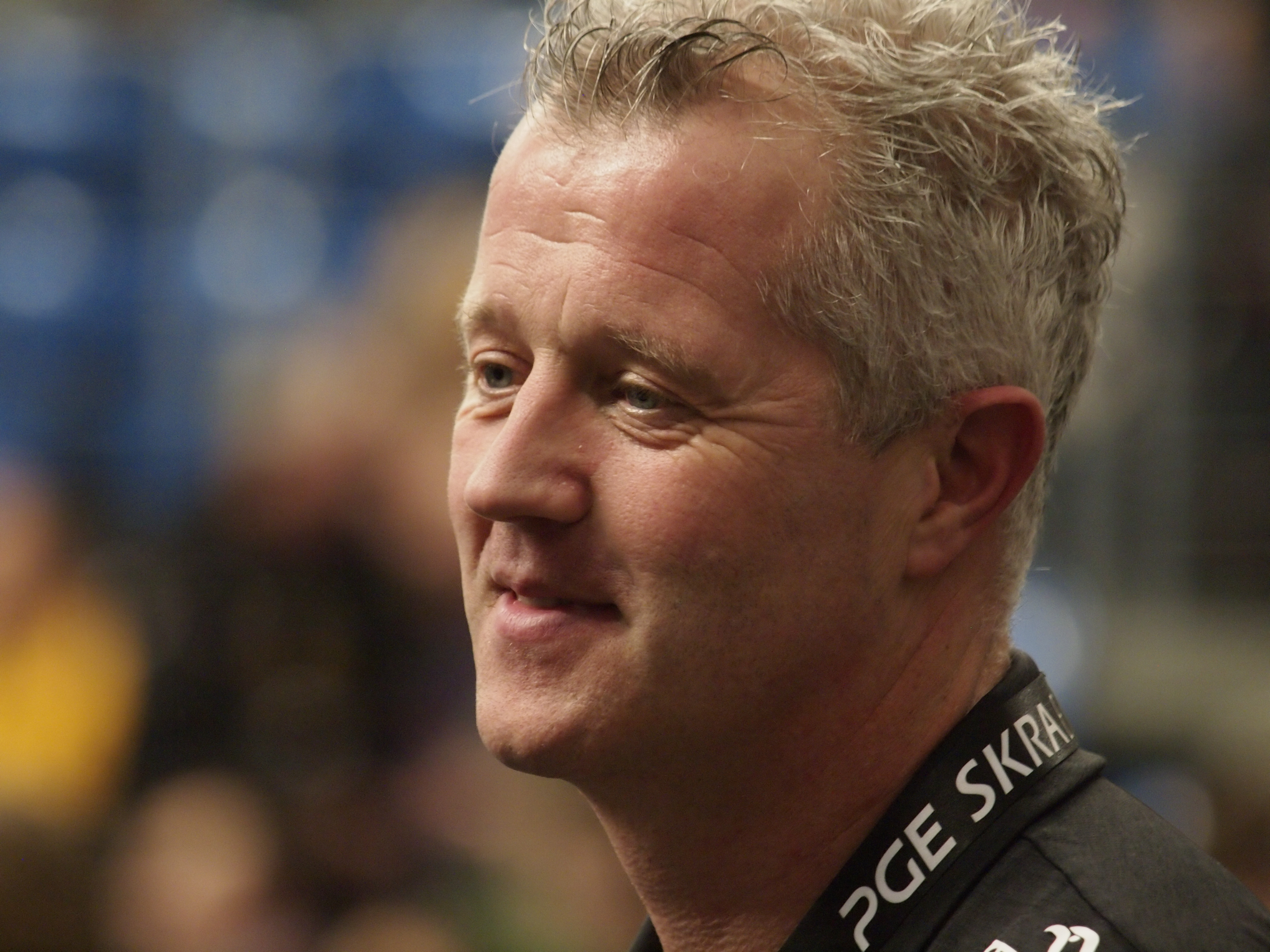
Тренер команди Вітал Гейнен

| - 1948—1949 — Ромуальд Віршилло - 1949—1952 — Зигмунт Краус - 1952—1953 — Веслав Пйотровський - 1953—1954 — Зигмунт Краус - 1954—1956 — Леонард Міхневський - 1956—1958 — Яцек Буш - 1958—1959 — Юзеф Сливка - 1959—1964 — Гвідон Гроховський - 1964—1966 — Зигмунт Краус - 1966—1973 — Тадеуш Шлягор - 1973—1976 — Губерт Єжи Вагнер - 1976—1979 — Єжи Вельч - 1979—1983 — Александер Скіба - 1983—1986 — Губерт Єжи Вагнер - 1986—1988 — Станіслав Госщіняк - 1988—1990 — Лешек Мілевський - 1990—1992 — Едвард Скорек - 1992—1993 — Збігнев Зажицький - 1993—1994 — Ришард Крук - 1994—1996 — Віктор Кребок - 1996—1998 — Губерт Єжи Вагнер - 1998—2000 — Іренеуш Мазур - 2000—2001 — Ришард Босек - 2001—2003 — Вальдемар Вспанялий - 2003—2004 — Станіслав Госщіняк - 2005—2008 — Рауль Лозано - 2009—2010 — Данієль Кастеллані - 2011—2013 — Андреа Анастазі - 2014—2016 — Стефан Антіга - 2017—2017 — Фердинандо Де Джорджі - 2018–2021 — Вітал Гейнен |

### Асистенти
| - 2000—2001 — Войцех Джизга - 2005—2008 — Алоїзій Швідерек - 2009—2010 — Кшиштоф Стельмах - 2011—2013 — Андреа Гардіні - 2014—2016 — Філіпе Блейн - 2017—2017 — Пйотр Грушка - 2017—2017 — Оскар Качмарчик - 2018– і до зараз — Міхал Мєшко Гоголь |

## Гравці які зіграли найбільше матчів
Волейболісти, які нині грають  у збірній, виділені жирним шрифтом.

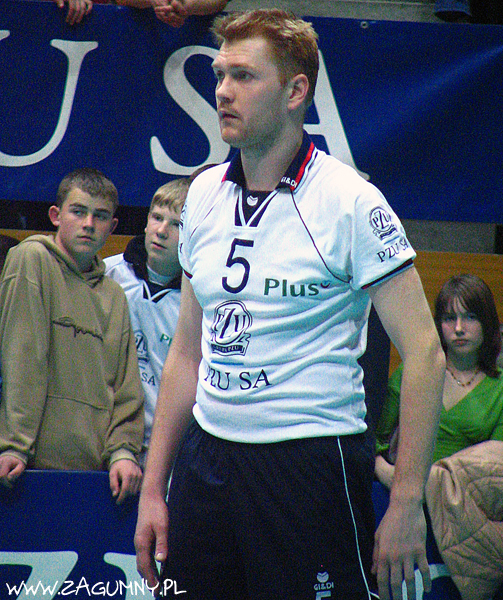
Павел Загумний (AZS Ольштин) як гравець у сезоні 2005/2006 польської волейбольної ліги.

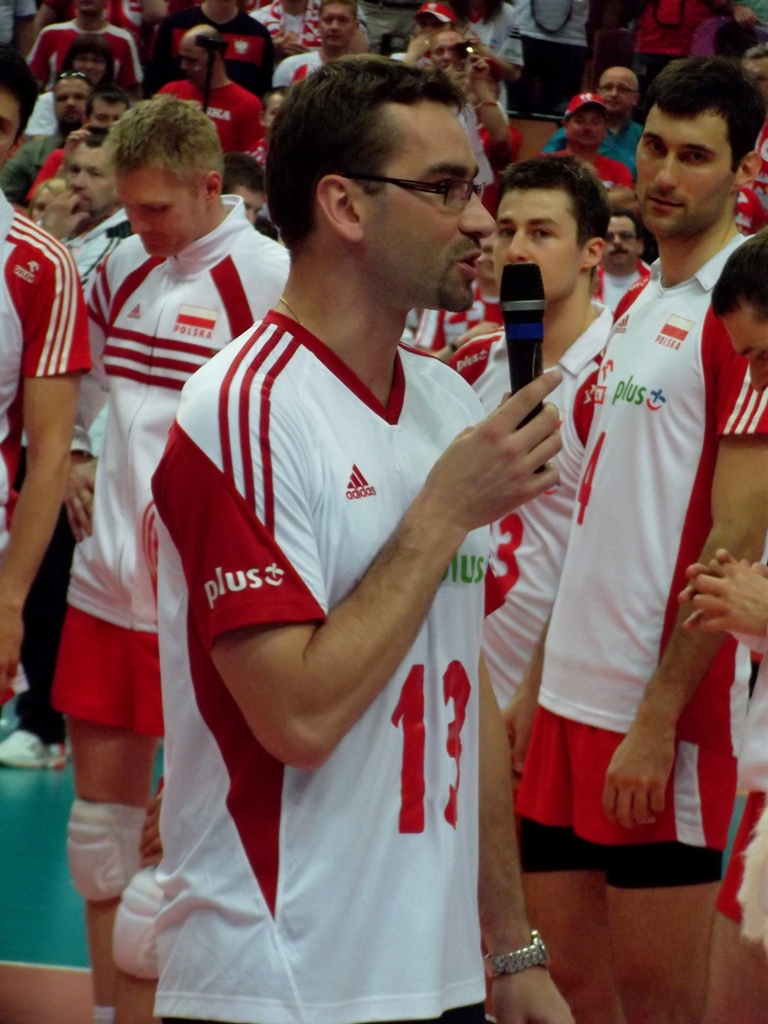
Себастьян Швідерський під час спеціальної церемонії, організованої на честь закінення його кар'єри.

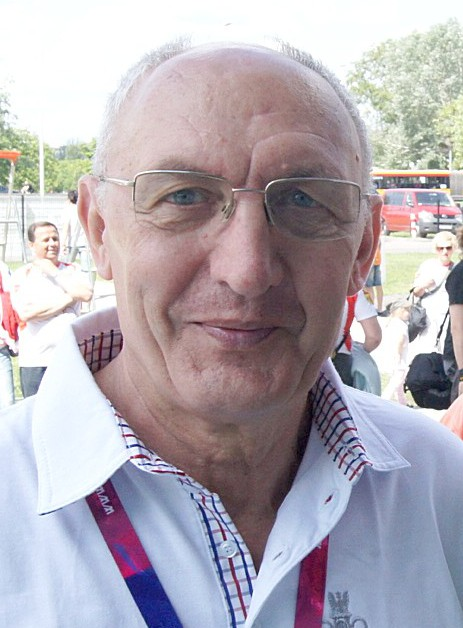
Едвард Скорек

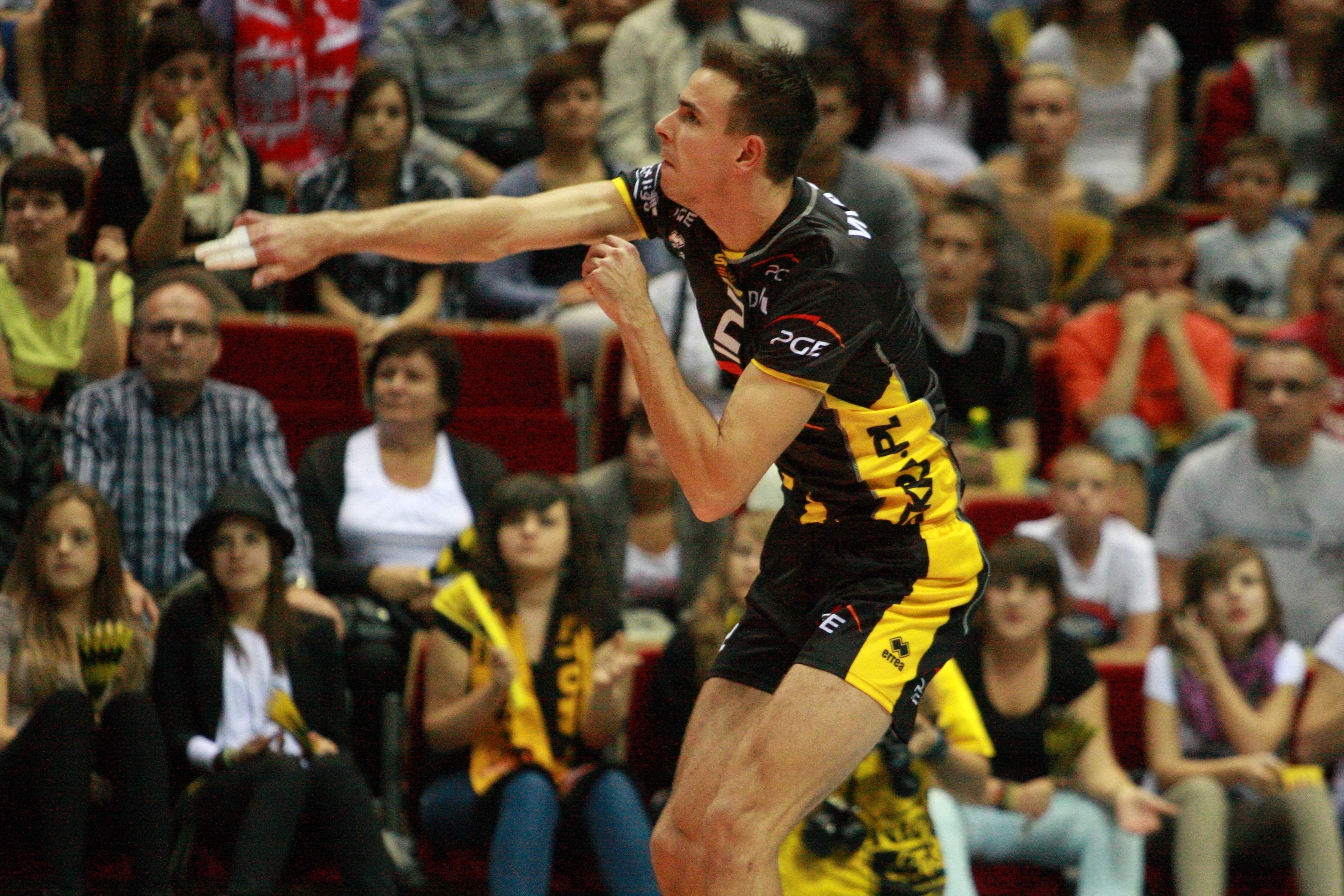
Маріуш Влязлий під час гри 30 вересня 2011.

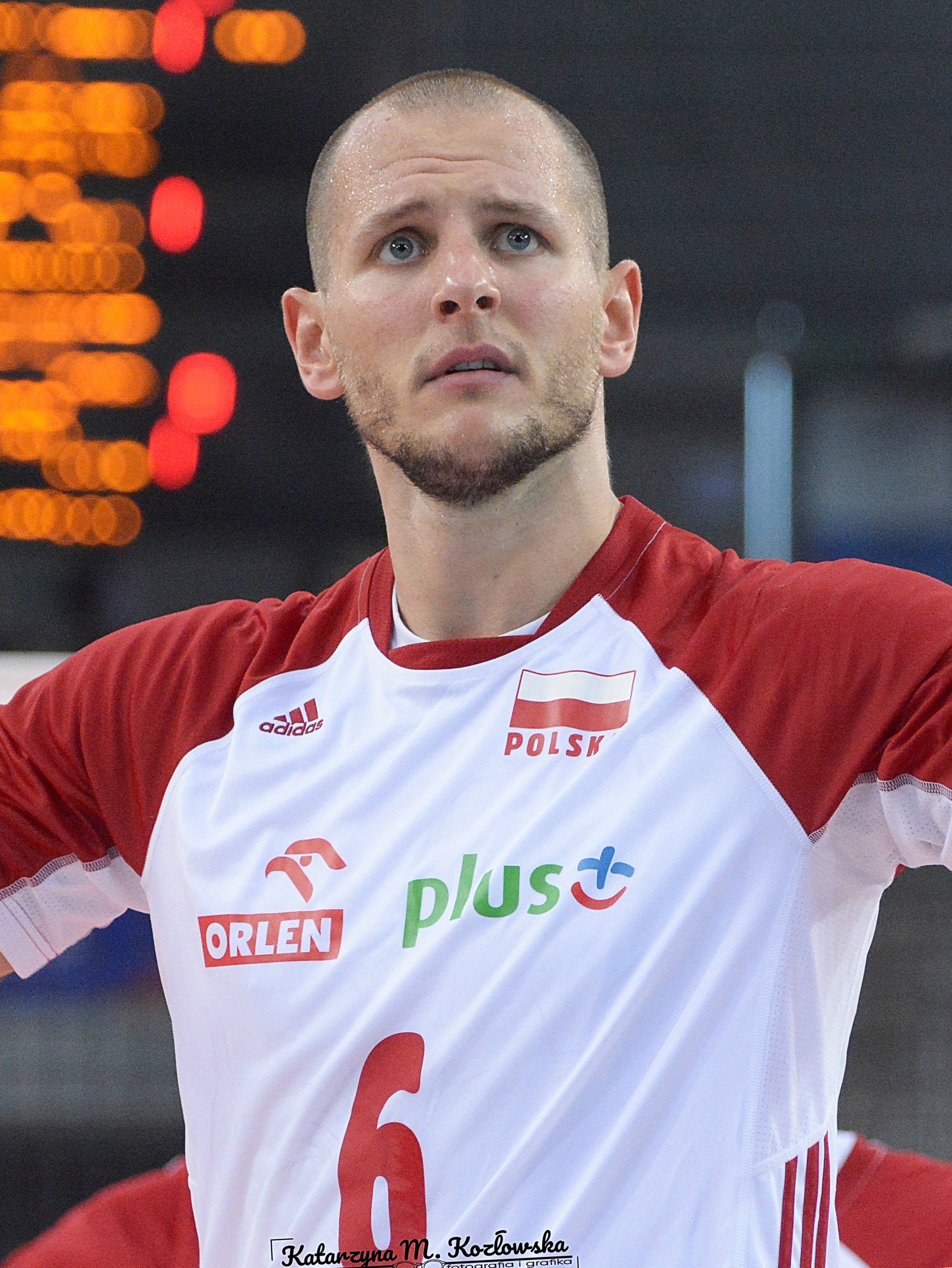
Бартош Курек

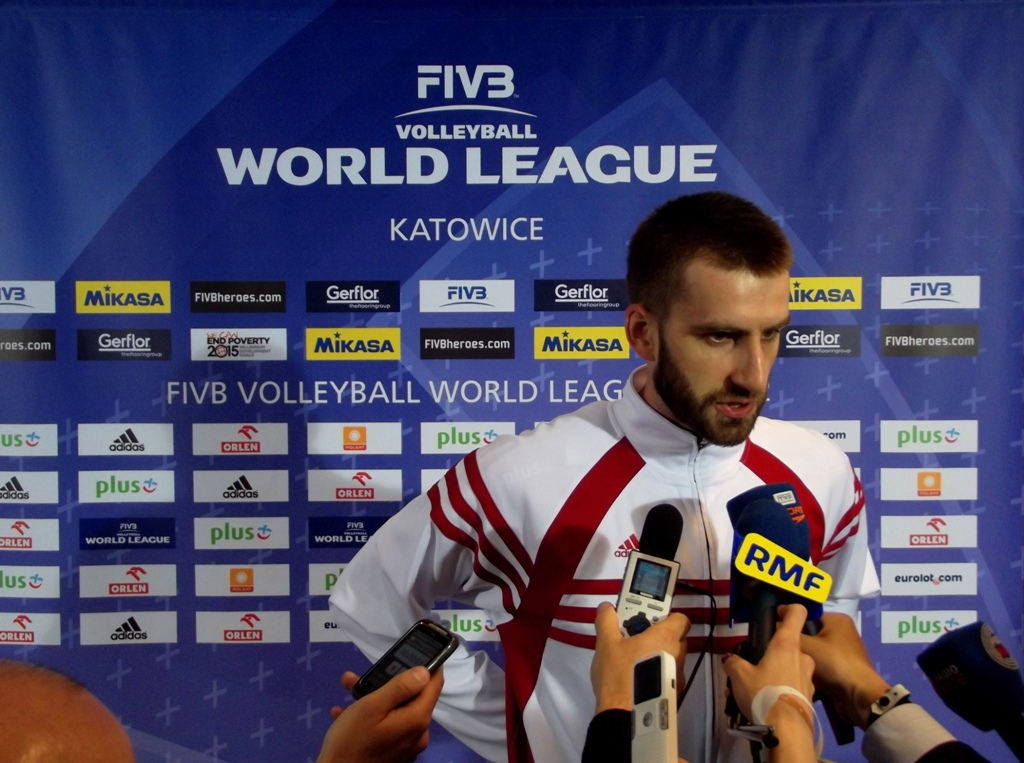
Марцін Мозджонек після матчу збірної Польщі зі збірною США, 2012 рік.

| Номер | Гравець               | Роки активності | Кількість ігор |
| ----- | --------------------- | --------------- | -------------- |
| 1.    | Пйотр Грушка          | 1995-2011       | 450            |
| 2.    | Павел Загумний        | 1996-2014       | 427            |
| 3.    | Веслав Гавловський    | 1969-1980       | 366            |
| 4.    | Ришард Босек          | 1969-1986       | 359            |
| 5.    | Іренеуш Клос          | 1978-1987       | 337            |
| 6.    | Томаш Вуйтович        | 1973-1984       | 325            |
| 7.    | Себастьян Швідерський | 1996-2011       | 322            |
|       | Кшиштоф Ігначак       | 1998-2017       | 322            |
| 9.    | Анджей Стельмах       | 1990-2005       | 306            |
| 10.   | Войцех Джизга         | 1978-1985       | 291            |
| 11.   | Войцех Рутковський    | 1955-1968       | 290            |
| 12.   | Едвард Скорек         | 1964-1976       | 284            |
| 13.   | Влодзимеж Налазек     | 1978-1985       | 278            |
| 14.   | Давид Мурек           | 1996-2008       | 277            |
| 15.   | Кшиштоф Стельмах      | 1987-1997       | 274            |
| 16.   | Влодзімеж Стефанський | 1969-1980       | 267            |
| 17.   | Бартош Курек          | 2007-           | 287            |
| 18.   | Лех Ласько            | 1975-1984       | 261            |
| 19.   | Вітольд Роман         | 1987-1997       | 259            |
| 20.   | Лешек Урбанович       | 1985-1996       | 252            |
| 21.   | Вацлав Голець         | 1983-1991       | 250            |
| 22.   | Лукаш Жигадло         | 1998-2014       | 247            |
| 23.   | Тадеуш Сівек          | 1958-1968       | 243            |
| 24.   | Марцін Мозджонек      | 2007-2016       | 242            |
|       | Збігнєв Зелінський    | 1983-1990       | 242            |
| 26.   | Анджей Мартиняк       | 1979-1987       | 240            |
|       | Міхал Вінярський      | 2004-2014       | 240            |
| 28.   | Пйотр Новаковський    | 2008-           | 230            |
|       | Марцін Новак          | 1994-2003       | 230            |
| 30.   | Ришард Сершульський   | 1957-1967       | 226            |
| 31.   | Здзіслав Амброзяк     | 1963-1972       | 220            |
| 32.   | Станіслав Госщіняк    | 1965-1974       | 218            |
|       | Марек Курбач          | 1969-1979       | 218            |
| 34.   | Александр Скіба       | 1967-1976       | 210            |
|       | Губерт Вагнер         | 1963-1971       | 210            |
| 36.   | Веслав Чайя           | 1974-1980       | 205            |
|       | Міхал Банкевич        | 2001-2011       | 205            |
| 38.   | Вальдемар Каспарчак   | 1984-1990       | 201            |
| 39.   | Станіслав Бебель      | 1968-1978       | 199            |
| 40.   | Кшиштоф Стефановіч    | 1983-1987       | 191            |
| 41.   | Маріуш Шушко          | 1989-1996       | 187            |
| 42.   | Влодзімеж Садальський | 1970-1977       | 186            |
| 43.   | Пйотр Василевський    | 1985-1993       | 180            |
| 44.   | Лукаш Кадзевич        | 2001-2009       | 178            |
|       | Мар'ян Кардас         | 1982-2000       | 178            |
| 46.   | Мацей Ярош            | 1977-1982       | 176            |
| 47.   | Дам'ян Дацевич        | 1993-2004       | 174            |
| 47.   | Міхал Куб'як          | 2011-2022       | 174            |
| 49.   | Мирослав Рибачевський | 1973-1980       | 169            |
| 50.   | Міхал Руцяк           | 2004-2014       | 166            |
| 51.   | Збігнев Ясюкевич      | 1967-1976       | 162            |
| 52.   | Збігнев Зажицький     | 1968-1976       | 159            |
|       | Аркадіуш Вішневські   | 1985-1995       | 159            |
| 54.   | Маріуш Влязлий        | 2005-2014       | 155            |
|       | Гжегош Шиманський     | 1998-2007       | 151            |
| 56.   | Павел Папке           | 1996-2003       | 149            |
| 57.   | Ришард Юрек           | 1981-1985       | 145            |
|       | Маріуш Сордиль        | 1989-1995       | 145            |
| 60.   | Даріуш Станіцький     | 1983-1991       | 143            |
| 61.   | Якуб Ярош             | 2009-2015       | 142            |
|       | Даніель Плінський     | 2005-2010       | 142            |
| 63.   | Аркадіуш Голаш        | 2001-2005       | 141            |
| 64.   | Станіслав Здунчик     | 1961-1971       | 140            |
| 65.   | Роман Бартузі         | 1990-1997       | 138            |
| 65.   | Збігнев Бартман       | 2008-2013       | 137            |
|       | Ромуальд Пашкевич     | 1961-1969       | 137            |
| 67.   | Роберт Пригель        | 1996-2007       | 136            |
| 68.   | Збігнєв Оушек         | 1959-1967       | 129            |
|       | Лешек Молєнда         | 1975-1980       | 129            |
| 70.   | Фабіан Джизга         | 2010-           | 128            |
| 71.   | Яцек Рухліцький       | 1983-1986       | 126            |
| 72.   | Єжи Суханек           | 1955-1966       | 125            |
| 73.   | Анджей Сольський      | 1989-1995       | 122            |
| 74.   | Войцех Гжиб           | 2003-2015       | 120            |
|       | Роберт Щербанюк       | 1998-2004       | 120            |
|       | Мірослав Шлейф        | 1954-1962       | 120            |
|       | Тадеуш Келпінський    | 1959-1966       | 120            |
| 78.   | Маріан Радомський     | 1952-1958       | 117            |
| 79.   | Алексій Шоломський    | 1952-1959       | 116            |
|       | Павел Заторський      | 2009-           | 166            |
| 81.   | Ґжеґож Ломач          | 2009-           | 165            |
| 82.   | Пйотр Гацек           | 2005-2016       | 114            |
| 83.   | Богдан Томашавський   | 1958-1966       | 113            |
| 84.   | Владислав Кустра      | 1975-1980       | 111            |
|       | Леонард Тетянець      | 1957-1962       | 111            |
| 86.   | Альфред Шперлінг      | 1956-1962       | 110            |
|       | Вальдемар Полещук     | 1953-1959       | 110            |
| 88.   | Александер Гедіга     | 1958-1964       | 108            |
| 89.   | Кшиштоф Ольщевський   | 1980-1984       | 107            |
| 90.   | Павел Воїцький        | 2005-2016       | 102            |
|       | Ян Сух                | 1970-1973       | 102            |
| 92.   | Тадеуш Влецял         | 1951-1957       | 101            |

## Склад збірної Польщі 2020 рік
| Номер                                 | Гравець            | Дата Народженя | Ріст [см] | Клуб                   | Позиція |
| ------------------------------------- | ------------------ | -------------- | --------- | ---------------------- | ------- |
| 1                                     | Пйотр Новаковський | 18.12.1987     | 205       | Верва Варшава          | Ś       |
| 2                                     | Мацей Музай        | 21.05.1994     | 208       | Газпром-Юрга Сургут    | A       |
| 3                                     | Давид Конарський   | 31.08.1989     | 198       | Ястшембський Венґель   | A       |
| 4                                     | Марцін Коменда     | 24.05.1996     | 198       | Сталь Ниса             | R       |
| 6                                     | Бартош Курек       | 29.08.1988     | 205       | Volley Monza           | A       |
| 7                                     | Артур Шальпук      | 20.03.1995     | 201       | Скра Белхатів          | P       |
| 9                                     | Вільфредо Леон     | 31.03.1993     | 201       | Сер Сейфти Перуджа     | P       |
| 10                                    | Дам'ян Войташек    | 07.09.1988     | 180       | Верва Варшава          | L       |
| 11                                    | Фабіян Джизга      | 03.01.1990     | 196       | Локомотив Новосибірськ | R       |
| 12                                    | Гжегож Ломач       | 01.10.1987     | 187       | Скра Белхатів          | R       |
| 13                                    | Міхал Куб'як       | 23.02.1988     | 191       | Panasonic Panthers     | P       |
| 14                                    | Александер Шлівка  | 24.05.1995     | 196       | ЗАКСА Кенджєжин-Кожле  | P       |
| 15                                    | Якуб Кохановський  | 17.07.1997     | 199       | ЗАКСА Кенджєжин-Кожле} | Ś       |
| 17                                    | Павел Заторський   | 21.06.1990     | 184       | ЗАКСА Кенджєжин-Кожле  | L       |
| 18                                    | Бартош Кволек      | 17.07.1997     | 193       | Верва Варшава          | P       |
| 20                                    | Матеуш Бенек       | 05.04.1994     | 210       | PGE Скра Белхатув      | Ś       |
| 21                                    | Томаш Форналь      | 31.08.1997     | 200       | Ястшембський Венгель   | P       |
| 22                                    | Бартош Беднож      | 25.07.1994     | 201       | Зеніт Казань           | P       |
| 77                                    | Кароль Клос        | 08.08.1989     | 201       | Скра Белхатув          | Ś       |
| Тренер : Вітал Гейнен                 |                    |                |           |                        |         |
| Тренер ассистент : Міхал Мєшко Гоголь |                    |                |           |                        |         |
| Тренер ассистент : Себестьян Павлік   |                    |                |           |                        |         |
| II тренер ассистент : Павел Воїцькі   |                    |                |           |                        |         |

## Чемпіонські склади

### Команда чемпіонів світу— Мексика 1974
| Гравець               | Дата народження   | Ріст [см] | Клуб             |
| --------------------- | ----------------- | --------- | ---------------- |
| Ришард Босек          | 12 квітня 1950    | 189       | Пломєнь Міловіце |
| Віслав Чая            | 12 квітня 1952    | 192       | AZS Ченстохова   |
| Віслав Гавловський    | 19 травня 1950    | 180       | Пломєнь Міловиці |
| Станіслав Госщінак    | 18 липня 1944     | 182       | Ресовія          |
| Марек Карбаж          | 22 липня 1950     | 188       | Ресовія          |
| Мирослав Рибачевський | 8 липня 1952      | 191       | AZS Ольштин      |
| Влодзімеж Садальський | 29 снрпня 1949    | 191       | Пломєнь Міловиці |
| Александер Скіба      | 26 лютого 1945    | 184       | Пломєнь Міловиці |
| Едвард Скорек         | 13 червня 1943    | 192       | Легія Варшава    |
| Влодзімеж Стефанський | 20 листопада 1949 | 192       | Ресовія          |
| Томаш Вуйтович        | 22 вересня 1953   | 197       | Авія Швіднік     |
| Збігнєв Зажицький     | 8 вересня 1946    | 185       | Пломєнь Міловиці |
| Тренер Губерт Вагнер  |                   |           |                  |

### Команда олімпійських чемпіонів— Монреаль 1976
| Номер                | Гравець               | Дата народження   | Ріст [см] | Клуб             |
| -------------------- | --------------------- | ----------------- | --------- | ---------------- |
| 1                    | Влодзімеж Стефанський | 20 листопада 1949 | 192       | Ресовія          |
| 2                    | Броніслав Бебель      | 16 травня 1949    | 191       | Ресовія          |
| 3                    | Лех Леско             | 2 червня 1956     | 197       | Авія Швіднік     |
| 4                    | Едвард Скорек         | 13 червня 1943    | 192       | Легія Варшава    |
| 5                    | Томаш Вуйтович        | 22 вересня 1953   | 197       | Авія Швіднік     |
| 6                    | Віслав Гавловський    | 19 травня 1950    | 180       | Пломєнь Міловиці |
| 7                    | Мірослав Рибачевський | 8 липня 1952      | 191       | AZS Ольштин      |
| 8                    | Збігнєв Любієвський   | 6 листопада 1949  | 187       | AZS Ольштин      |
| 9                    | Ришард Босек          | 12 квітня 1950    | 189       | Пломєнь Міловиці |
| 10                   | Влодзімеж Садальський | 29 серпня 1949    | 191       | Пломєнь Міловиці |
| 11                   | Збігєв Зажицький      | 8 вересня 1946    | 185       | Пломєнь Міловиці |
| 12                   | Марек Корбаж          | 22 липня 1950     | 188       | Ресовія          |
| Тренер Губерт Вагнер |                       |                   |           |                  |

### Команда віцечемпіонів світу— Японія 2006
| Номер                 | Гравець               | Дата народження | Ріст [см] | Клуб                 |
| --------------------- | --------------------- | --------------- | --------- | -------------------- |
| 2                     | Міхал Вінярський      | 28 вересня 1983 | 200       | Трентіно Воллей      |
| 3                     | Пйотр Грушка (K)      | 8 березня 1977  | 206       | Скра Белхатів        |
| 4                     | Даніель Плінський     | 10 грудня 1978  | 205       | Ястшембський Венгель |
| 5                     | Павел Загумний        | 18 жовтня 1977  | 200       | AZS Ольштин          |
| 7                     | Войцех Ґжиб           | 4 січня 1981    | 205       | AZS Ольштин          |
| 9                     | Лукаш Жигадло         | 2 серпня 1979   | 201       | Динамо Калінінград   |
| 10                    | Маріуш Влязлий        | 4 серпня 1983   | 194       | Скра Белхатів        |
| 11                    | Лукаш Кадзевич        | 20 вересня 1980 | 206       | Ястшембський Венгель |
| 12                    | Гжегож Шиманський     | 12 липня 1978   | 202       | Ястшембський Венгель |
| 13                    | Себастьян Свідерський | 26 червня 1977  | 193       | Umbria Volley        |
| 15                    | Пйотр Гацек           | 16 вересня 1978 | 185       | AZS Ченстохова       |
| 17                    | Міхал Бонкевич        | 22 березня 1981 | 197       | AZS Ольштин          |
| Тренер — Рауль Лосано |                       |                 |           |                      |

### Команда переможець чемпіонату Європи— Туреччина 2009
| Номер                     | Гравець               | Дата народження | Ріст [см] | Клуб                  |
| ------------------------- | --------------------- | --------------- | --------- | --------------------- |
| 1                         | Пйотр Новаковський    | 18 грудня 1987  | 205       | AZS Ченстохова        |
| 3                         | Пйотр Грушка          | 8 березня 1977  | 206       | Трансфер Бидгощ       |
| 4                         | Данієль Плінський     | 10 грудня 1978  | 205       | Скра Белхатів         |
| 5                         | Павел Загумний (K)    | 18 жовтня 1977  | 200       | Панатінайкос Афіни    |
| 6                         | Бартош Курек          | 29 серпня 1988  | 205       | Скра Белхатів         |
| 7                         | Якуб Ярош             | 10 лютого 1987  | 196       | ЗАКСА Кендзежин-Козле |
| 9                         | Збігнєв Бартман       | 4 травня 1987   | 198       | Газпром Сургут        |
| 10                        | Марцель Громадовський | 19 грудня 1985  | 202       | Paris Volley          |
| 12                        | Павел Воїцький        | 29 червня 1983  | 183       | Трансфер Бидгощ       |
| 14                        | Міхал Руцяк           | 22 серпня 1983  | 191       | ЗАКСА Кенджєжин-Кожле |
| 15                        | Пйотр Гацек           | 16 вересня 1978 | 185       | Скра Белхатув         |
| 16                        | Кшиштоф Ігначак       | 15 травня 1978  | 188       | Ресовія               |
| 17                        | Міхал Бонкєвич        | 22 березня 1981 | 196       | Скра Белхатув         |
| 18                        | Марцін Можджонек      | 9 лютого 1985   | 211       | Скра Белхатув         |
| Тренер Данієль Кастеллані |                       |                 |           |                       |

### Команда переможців Світової Ліги 2012— Софія, Болгарія 2012
| Номер                  | Гравець              | Дата нродження | Ріст [см] | Клуб                  |
| ---------------------- | -------------------- | -------------- | --------- | --------------------- |
| 1                      | Пйотр Новаковський   | 18.12.1987     | 205       | Ресовія               |
| 2                      | Міхал Вінярський     | 28.09.1983     | 200       | Скра Белхатув         |
| 4                      | Гжегош Косок         | 02.03.1986     | 206       | Ресовія               |
| 5                      | Павел Загумний       | 18.10.1977     | 200       | ЗАКСА Кенджєжин-Кожле |
| 6                      | Бартош Курек         | 29.08.1988     | 205       | Динамо Москва         |
| 7                      | Якуб Ярош            | 10.02.1987     | 196       | Latina Volley         |
| 9                      | Збігнєв Бартман      | 04.05.1987     | 198       | Ресовія               |
| 10                     | Лукаш Вішнєвський    | 03.02.1989     | 198       | ЗАКСА Кенджєжин-Кожле |
| 13                     | Міхал Куб'як         | 23.02.1988     | 192       | Ястшембський Венгель  |
| 14                     | Міхал Руцяк          | 22.08.1983     | 190       | ЗАКСА Кенджєжин-Кожле |
| 15                     | Лукаш Жигадло        | 02.08.1979     | 200       | Факел Новий Уренгой   |
| 16                     | Кшиштоф Ігначак      | 15.05.1978     | 188       | Ресовія               |
| 17                     | Павел Заторcький     | 21.06.1990     | 184       | Скра Белхатув         |
| 18                     | Марцін Можджонек (K) | 09.02.1985     | 211       | ЗАКСА Кенджєжин-Кожле |
| 25                     | Давид Конарський     | 31.08.1989     | 198       | Трансфер Бидгощ       |
| Тренер Андреа Анастазі |                      |                |           |                       |

### Команда чемпіонів світу— Польща 2014
| Номер                  | Гравець              | Дата народження | Ріст [см] | Клуб                   |
| ---------------------- | -------------------- | --------------- | --------- | ---------------------- |
| 1                      | Пйотр Новаковський   | 18 грудня 1987  | 205       | Ресовія                |
| 2                      | Міхал Вінярський (K) | 28 вересня 1983 | 200       | Скра Белхатув          |
| 3                      | Давид Конарський     | 31 серпня 1989  | 198       | Ресовія                |
| 5                      | Павел Загумний       | 18 жовтня 1977  | 200       | ЗАКСА Кендзежин-Козьле |
| 7                      | Кароль Клос          | 8 серпня 1989   | 201       | Скра Белхатув          |
| 8                      | Анджей Врона         | 27 грудня 1988  | 205       | Скра Белхатув          |
| 10                     | Маріуш Влязлий       | 4 серпня 1983   | 194       | Скра Белхатув          |
| 11                     | Фабіян Джизга        | 3 січня 1990    | 196       | Ресовія                |
| 13                     | Міхал Куб'як         | 23 лютого 1988  | 191       | Галкбанк Анкара        |
| 16                     | Кшиштоф Ігначак      | 15 травня 1978  | 188       | Ресовія                |
| 17                     | Павел Заторський     | 21 червня 1990  | 184       | ЗАКСА Кендзежин-Козьле |
| 18                     | Марцін Можджонек     | 9 лютого 1985   | 211       | ЗАКСА Кендзежин-Козьле |
| 20                     | Матеуш Міка          | 21 січня 1991   | 206       | Трефль                 |
| 21                     | Рафал Бушек          | 28 квітня 1987  | 194       | Ресовія                |
| Тренер — Стефан Антіґа |                      |                 |           |                        |

### Команда чемпіонів світу— Болгарія, Італія 2018
| Номер                 | Гравець            | Дата народження | Ріст [см] | Клуб                   |
| --------------------- | ------------------ | --------------- | --------- | ---------------------- |
| 1                     | Пйотр Новаковський | 18 грудня 1987  | 205       | Трефль Гданськ         |
| 3                     | Давид Конарський   | 31 серпня 1989  | 198       | Ястшембський Венґель   |
| 6                     | Бартош Курек       | 29 серпня 1988  | 205       | Сточня (Щецин)         |
| 7                     | Артур Шальпук      | 20 березня 1995 | 200       | Скра Белхатув          |
| 8                     | Дам'ян Шульц       | 26 лютого 1990  | 208       | Ресовія                |
| 10                    | Дам'ян Войташек    | 7 вересня 1988  | 180       | Проєкт (Варшава)       |
| 11                    | Фабіян Джизга      | 3 січня 1990    | 196       | Локомотив Новосибірськ |
| 12                    | Гжегош Ломач       | 1 жовтня 1987   | 187       | Скра Белхатув          |
| 13                    | Міхал Куб'як (K)   | 23 лютого 1988  | 191       | Panasonic Panthers     |
| 14                    | Александер Слівка  | 24 травня 1995  | 196       | ЗАКСА Кенджєжин-Кожле  |
| 15                    | Якуб Кохановський  | 17 липня 1997   | 199       | Скра Белхатув          |
| 17                    | Павел Заторський   | 21 червня 1990  | 184       | ЗАКСА Кенджєжин-Кожле  |
| 18                    | Бартош Кволек      | 17 липня 1997   | 193       | Верва Варшава          |
| 20                    | Матеуш Бенек       | 5 квітня 1994   | 210       | ЗАКСА Кенджєжин-Кожле  |
| Тренер — Вітал Гейнен |                    |                 |           |                        |

## Постачальники форми
У таблиці нижче наведено історію постачальників форми для збірної Польщі з волейболу.
| Період    | Постачальник форми |
| --------- | ------------------ |
| до 1996   | Adidas             |
| 1997-1999 | Nike               |
| 2000-2002 | Adidas             |
| 2003–2008 | ASICS              |
| 2008–     | Adidas             |

### Спонсорство
Основни спонсорами команди є такі фірми як PKN Orlen, Plus, також іншими спонсурами можна назвати Адідас, Okocim Brewery, Deloitte, Kinder+Sport, DPDgroup, Jurajska та SMJ sport.

## Галерея фото

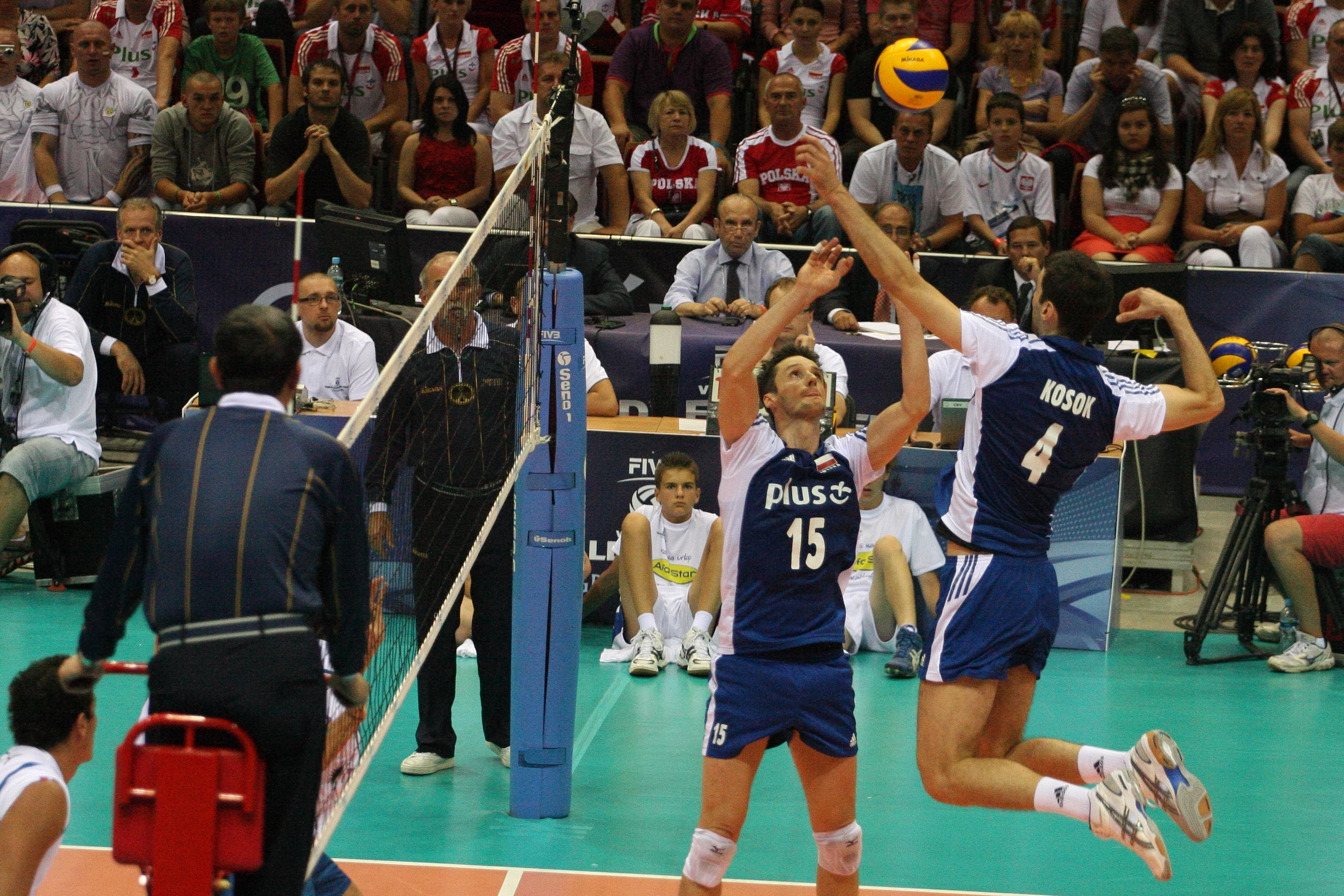
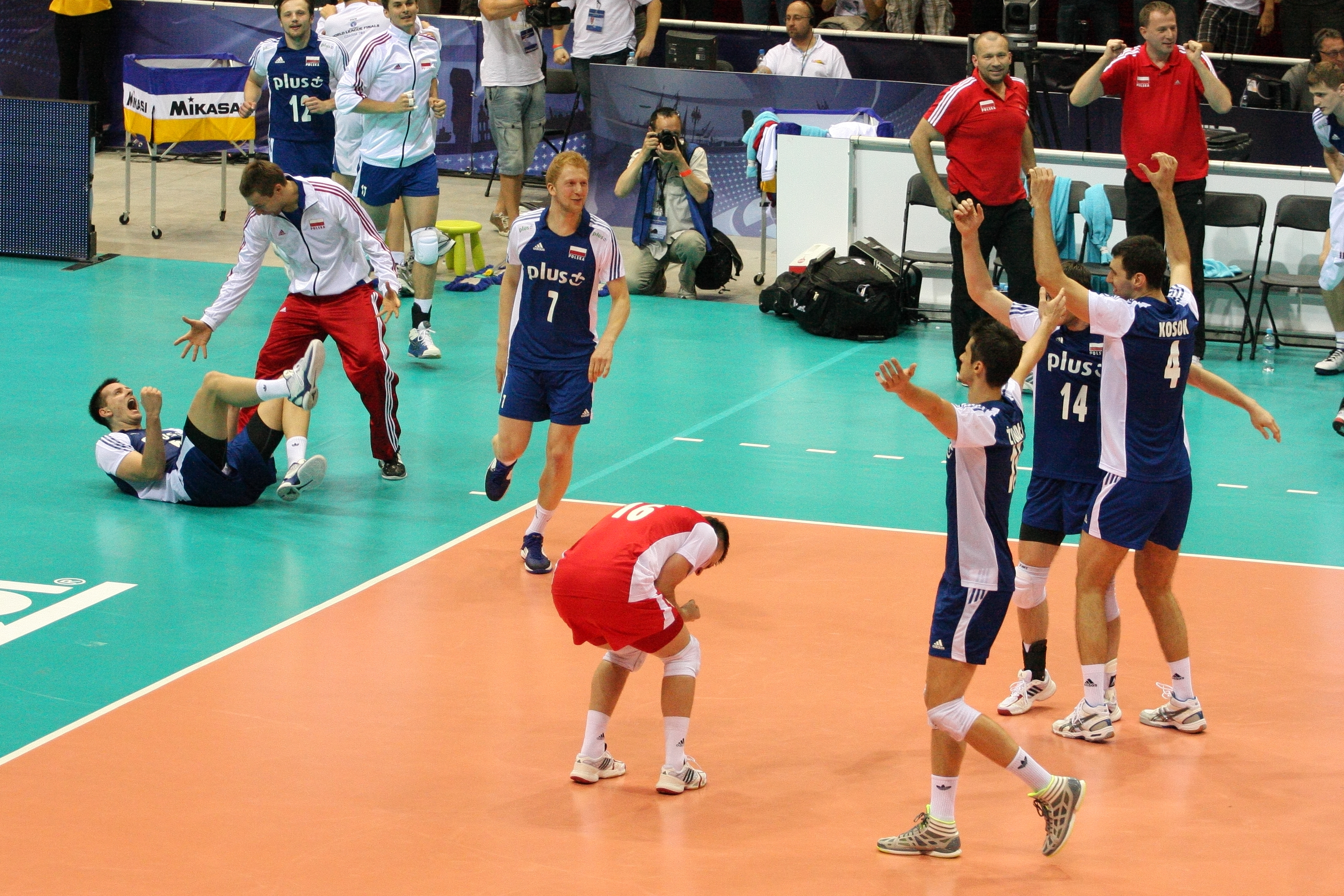
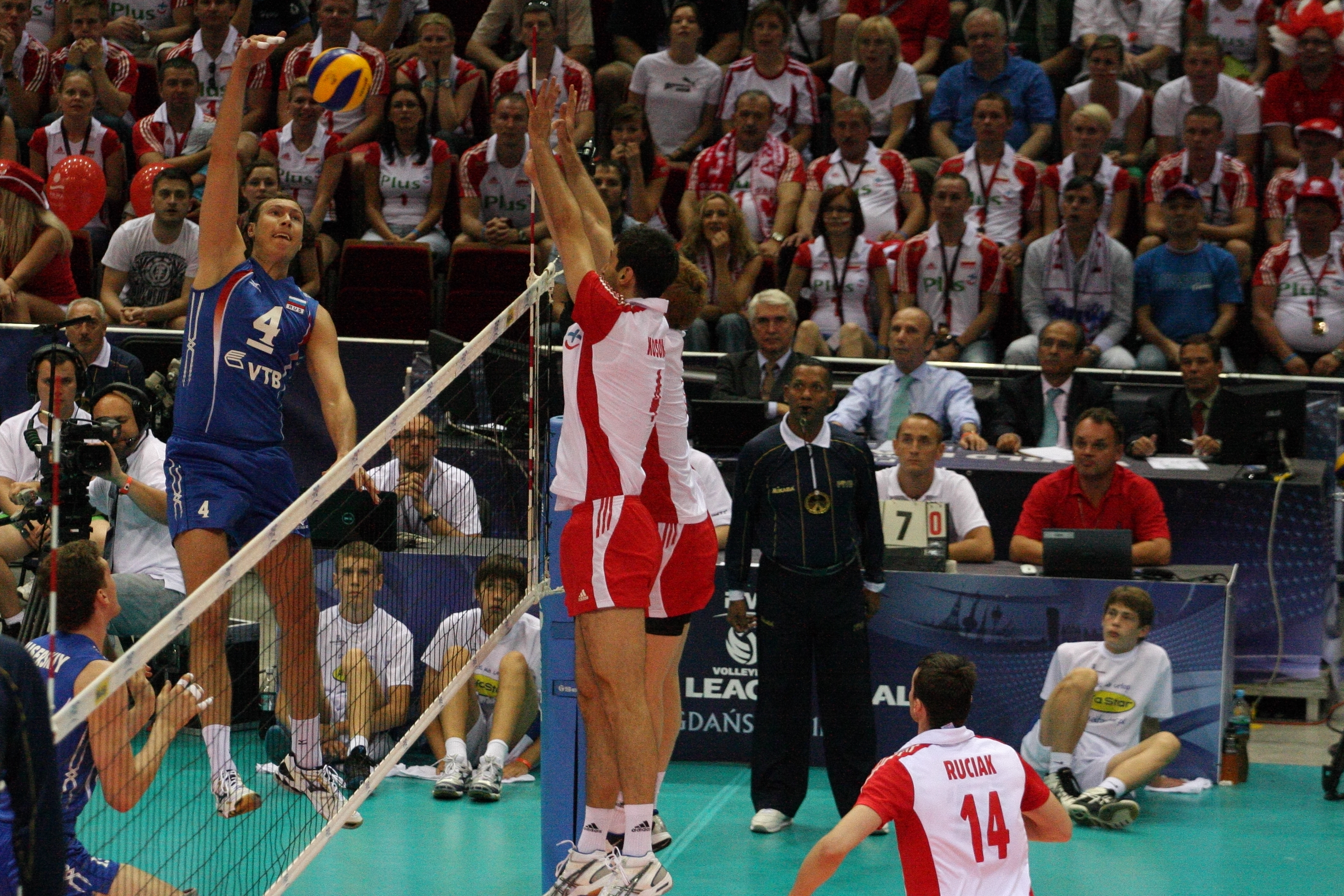
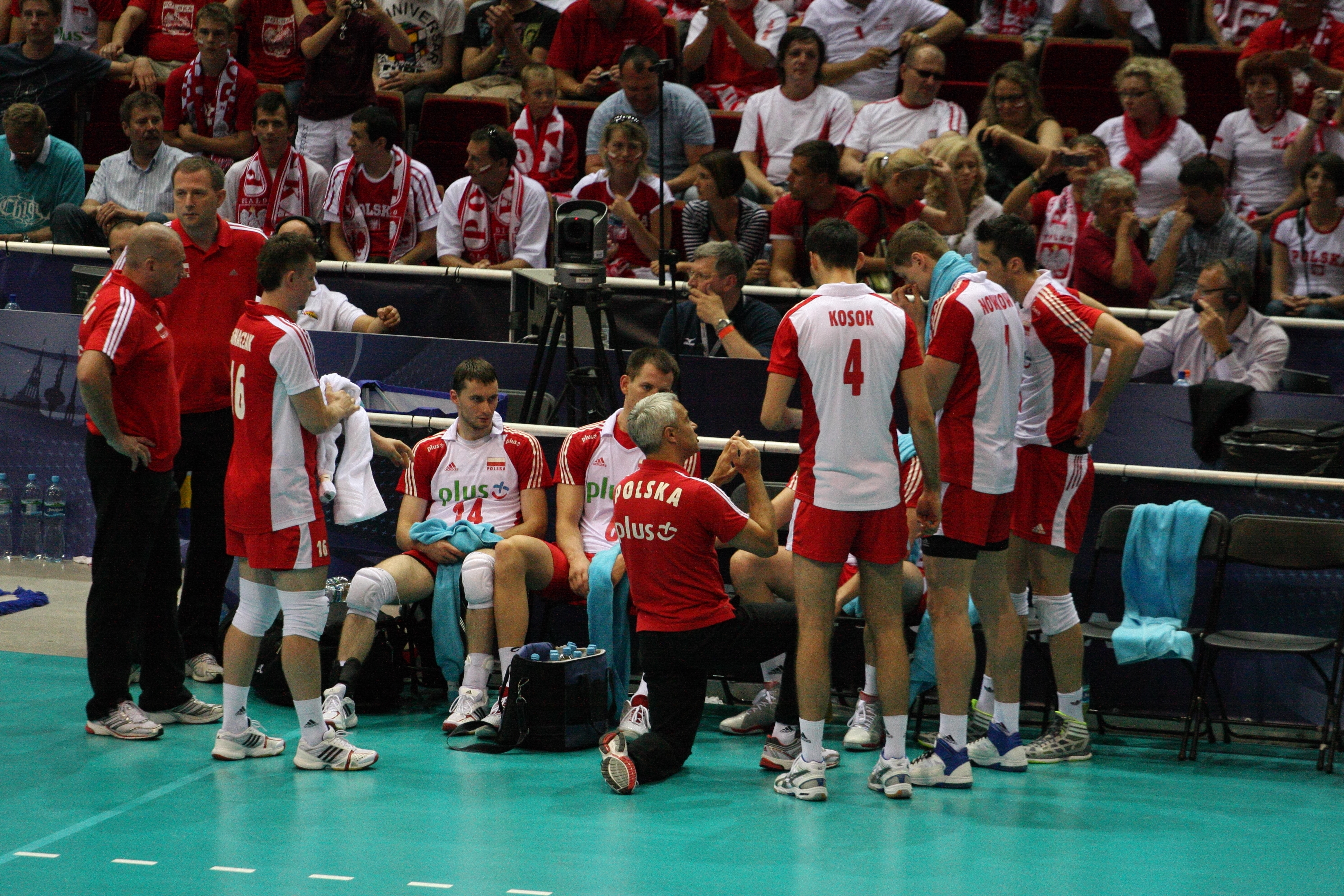
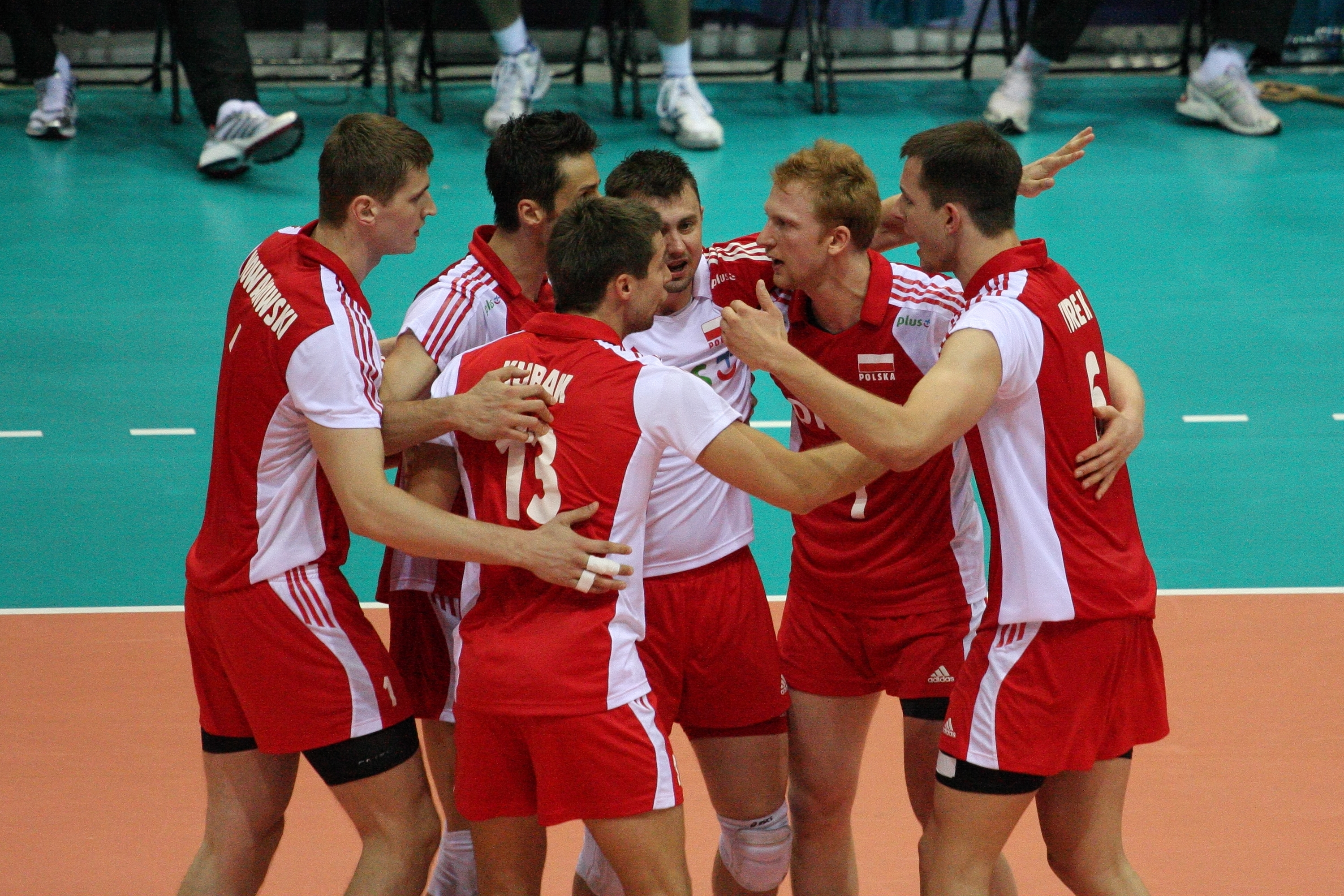
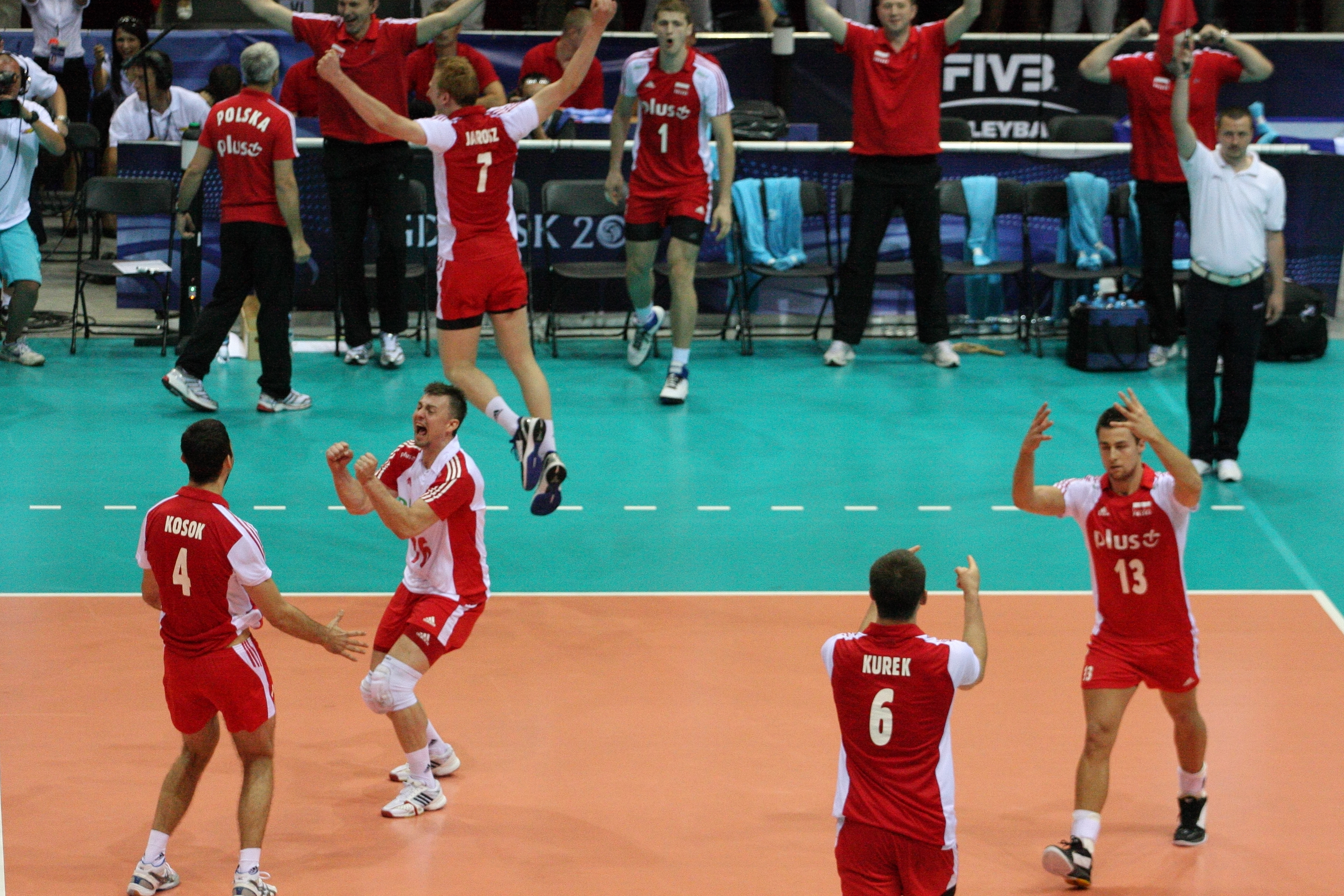
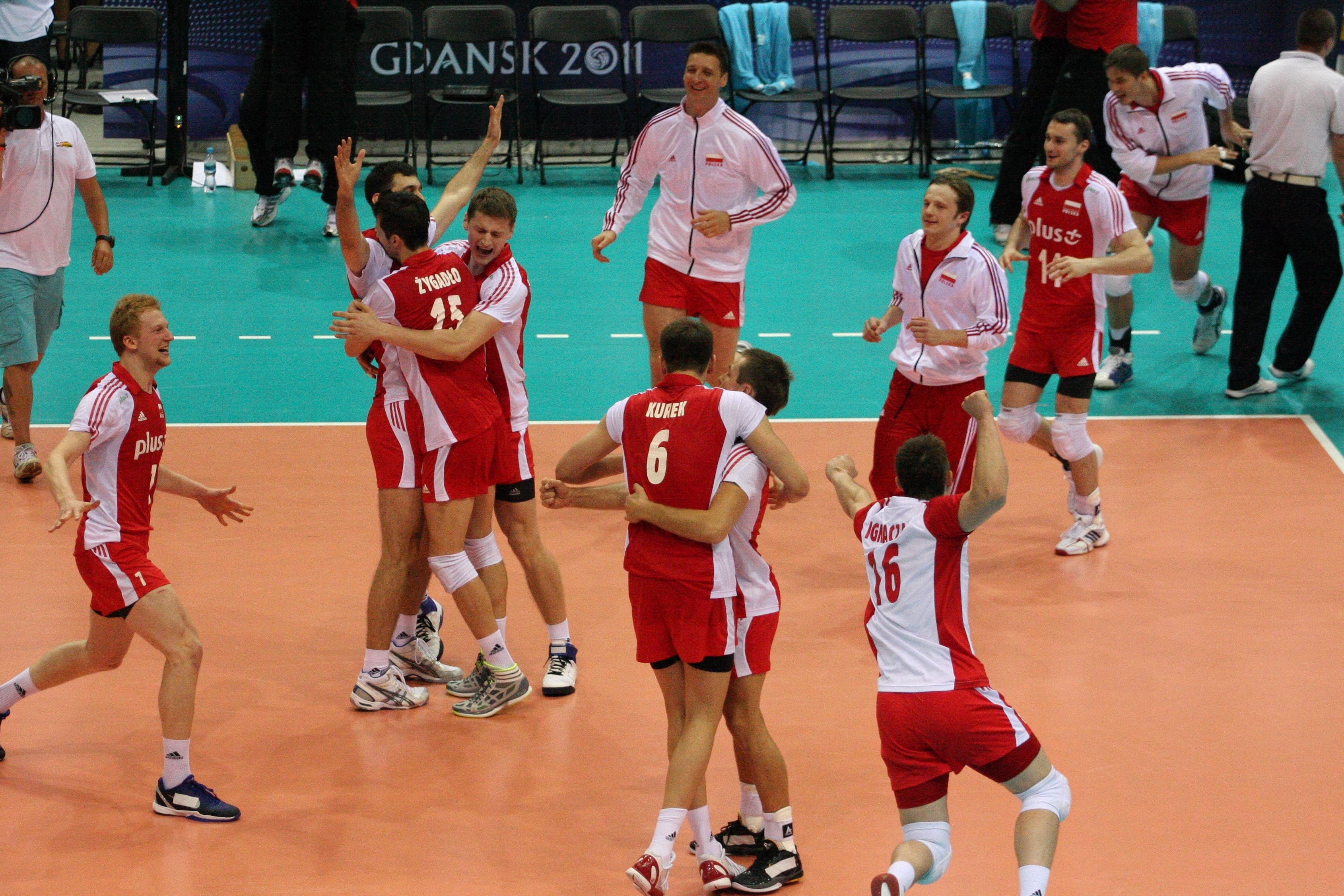
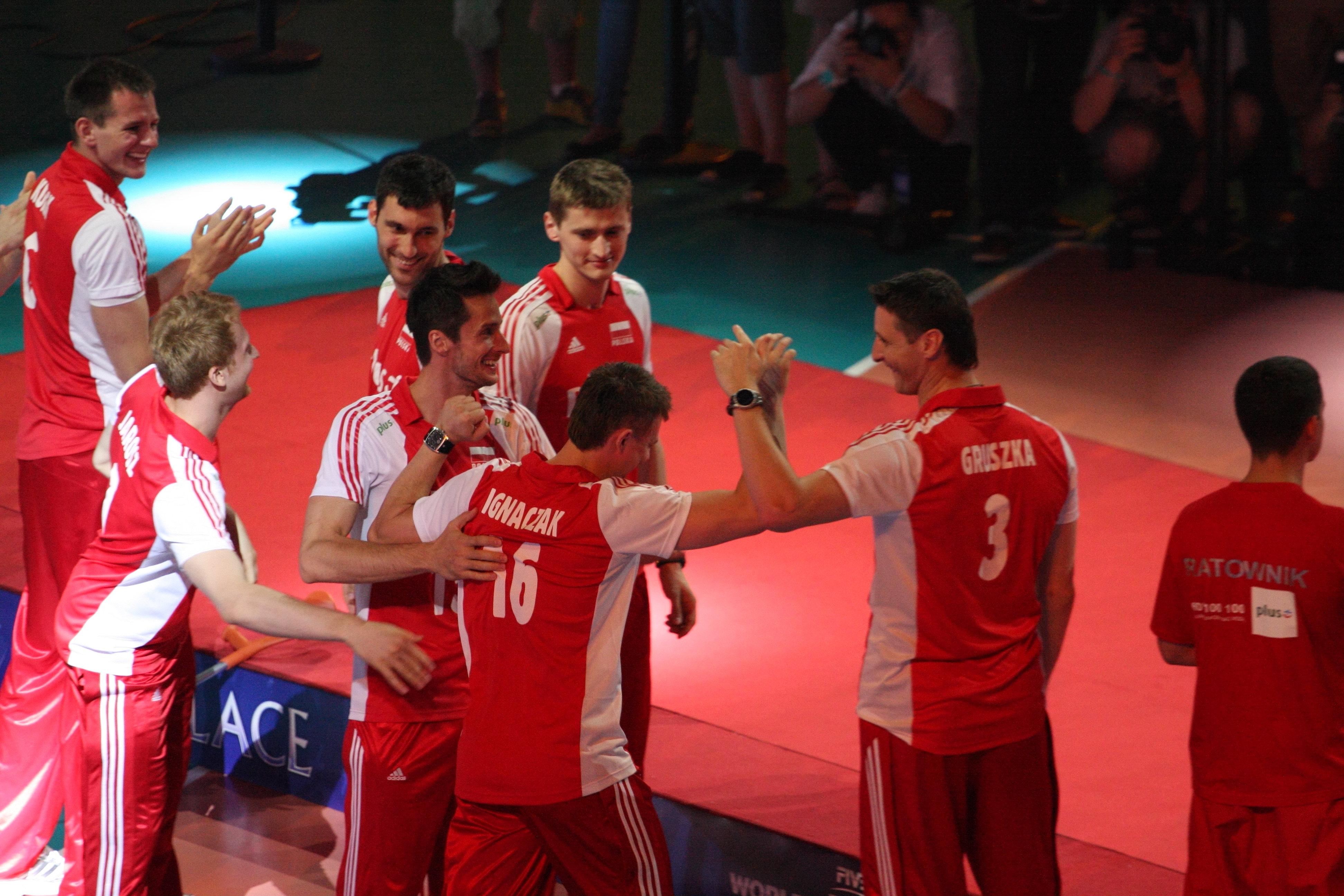
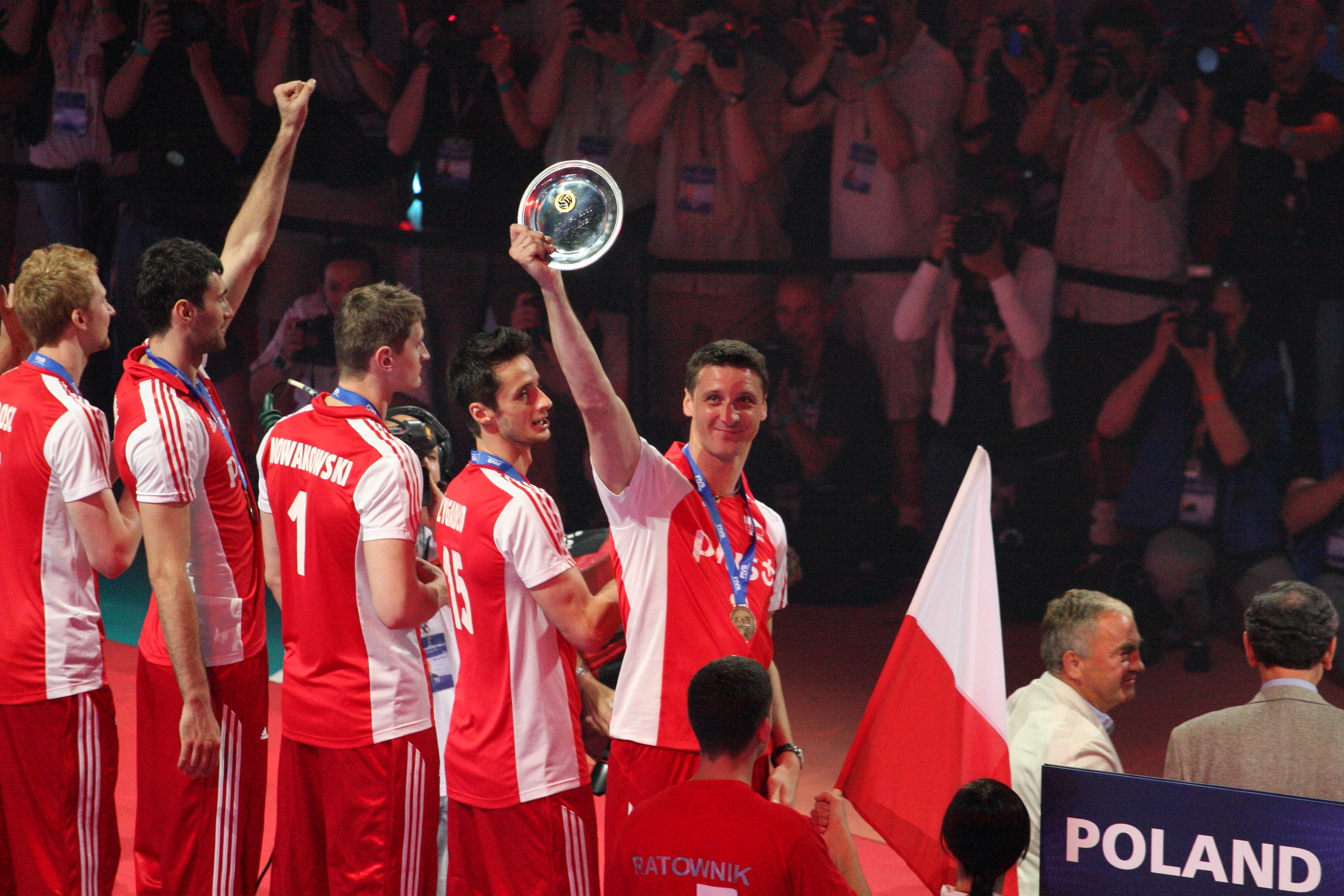
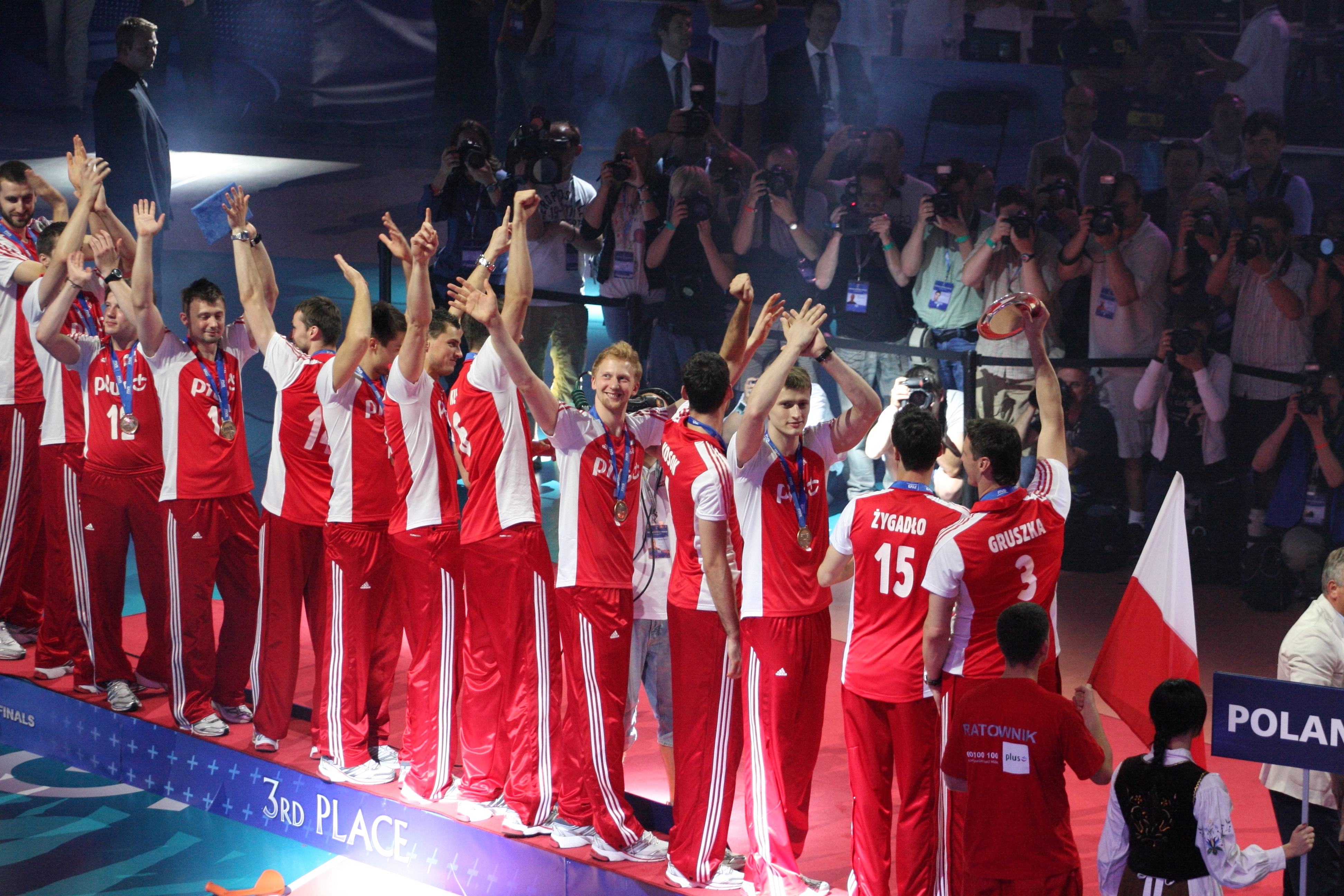

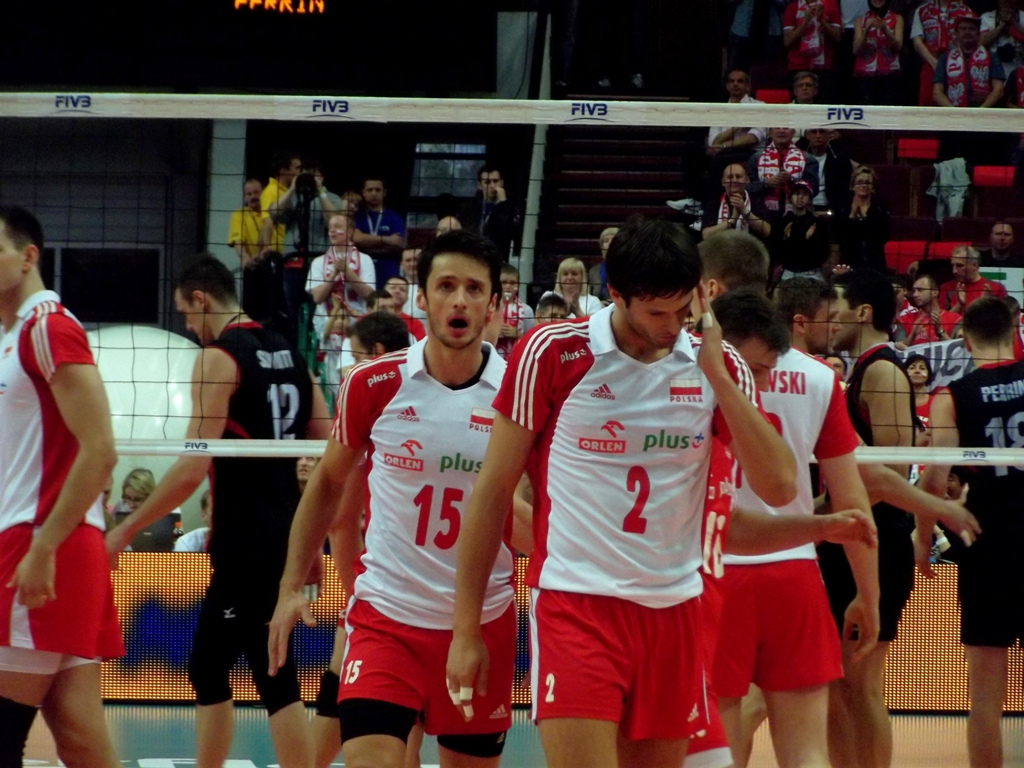
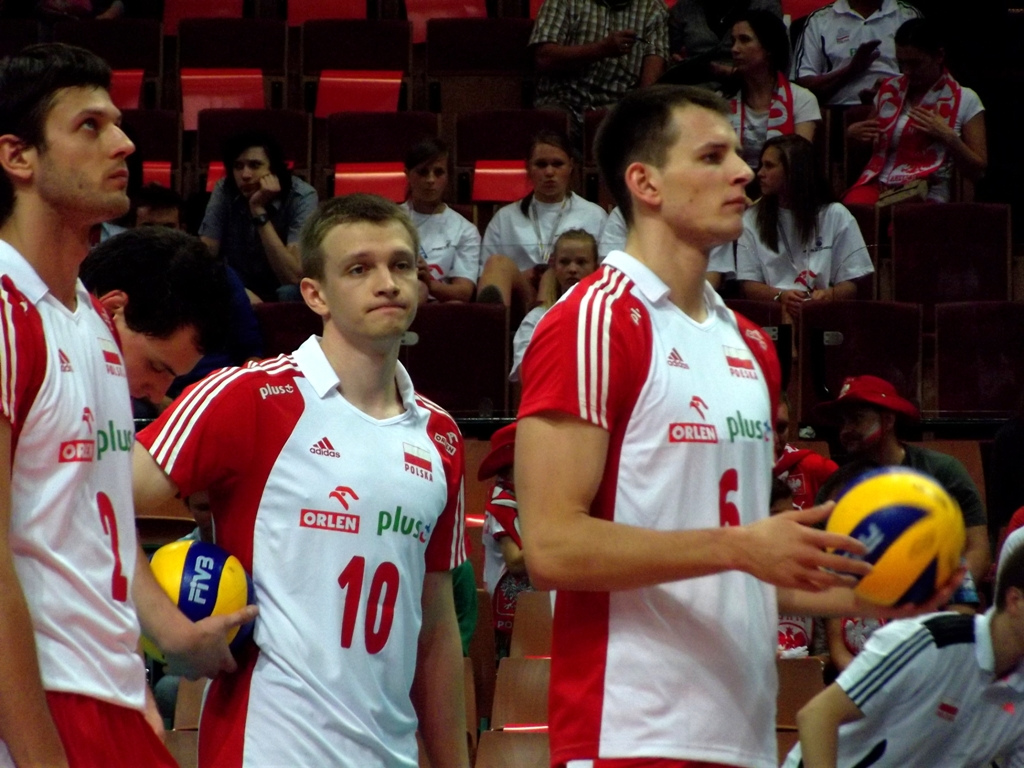
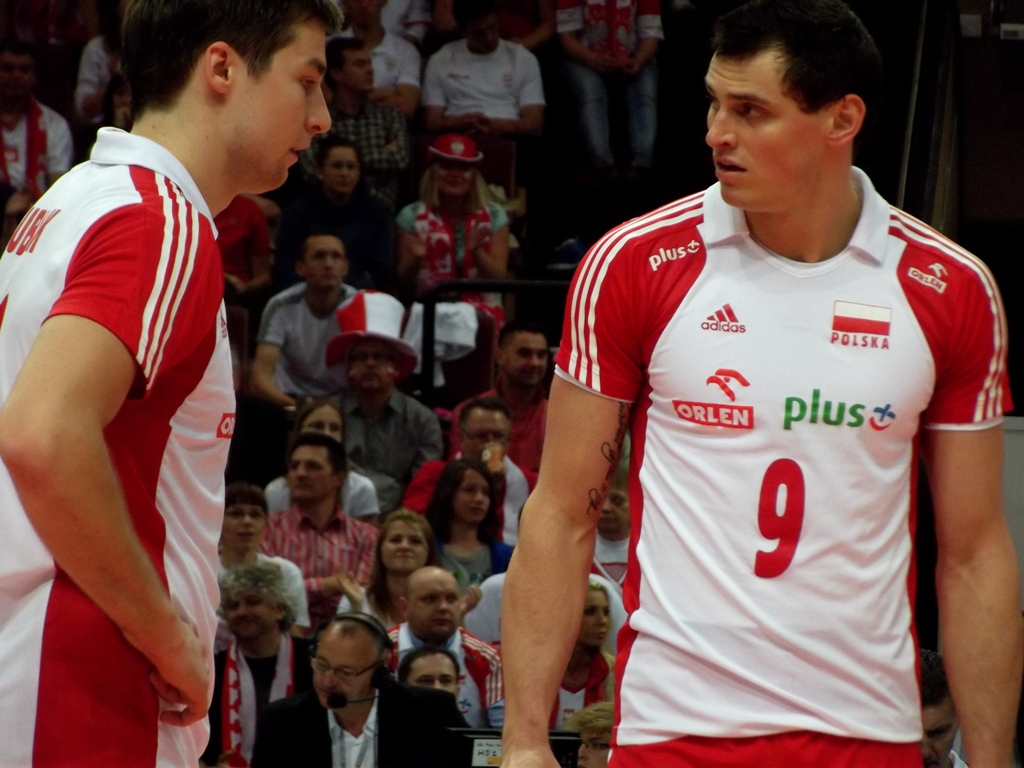
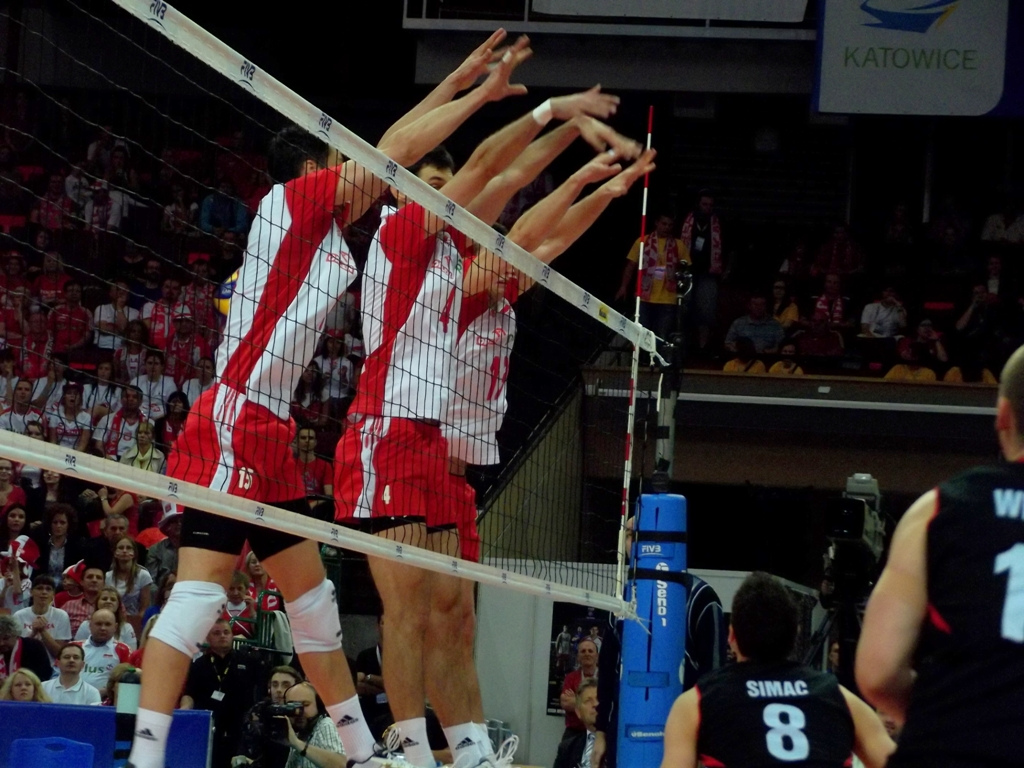
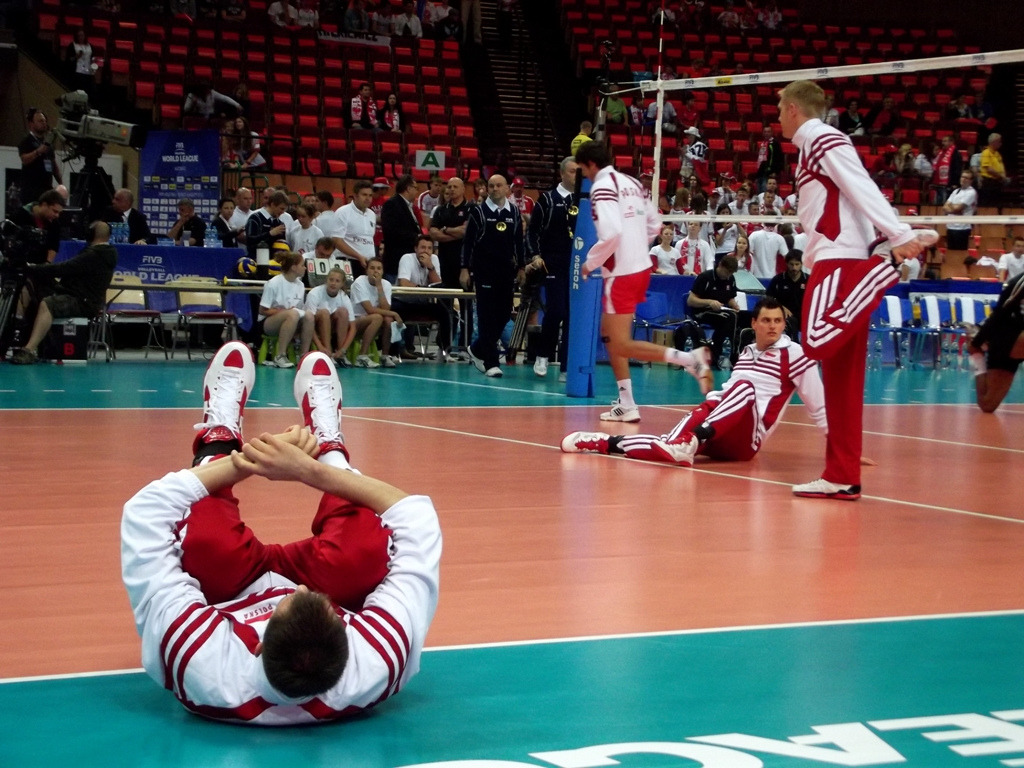
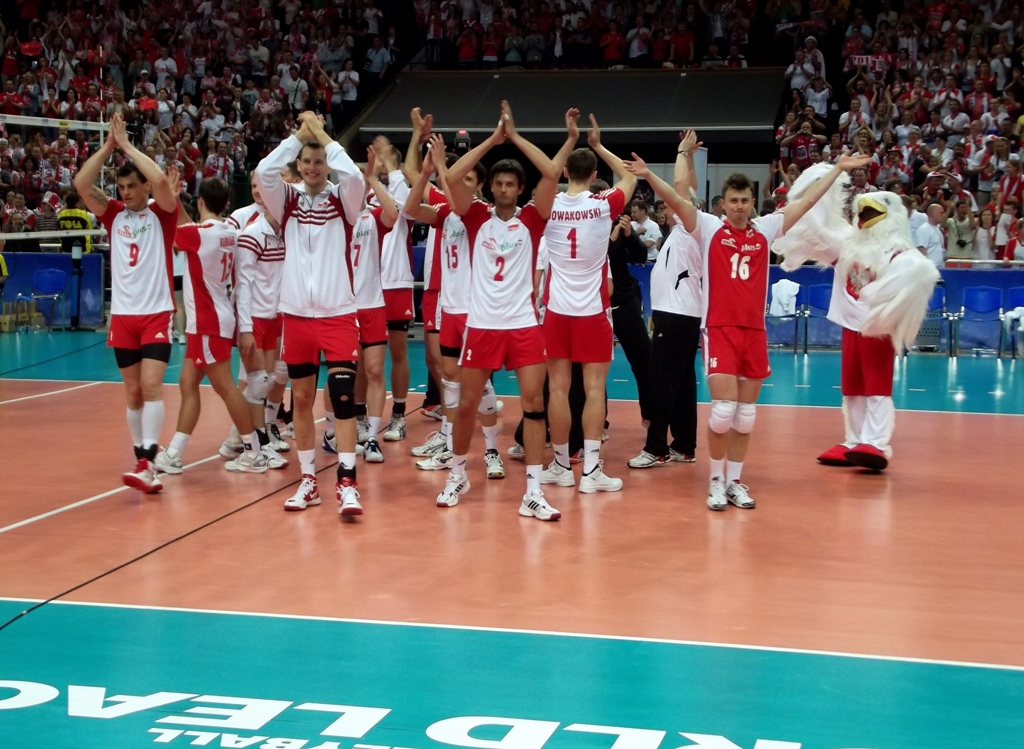

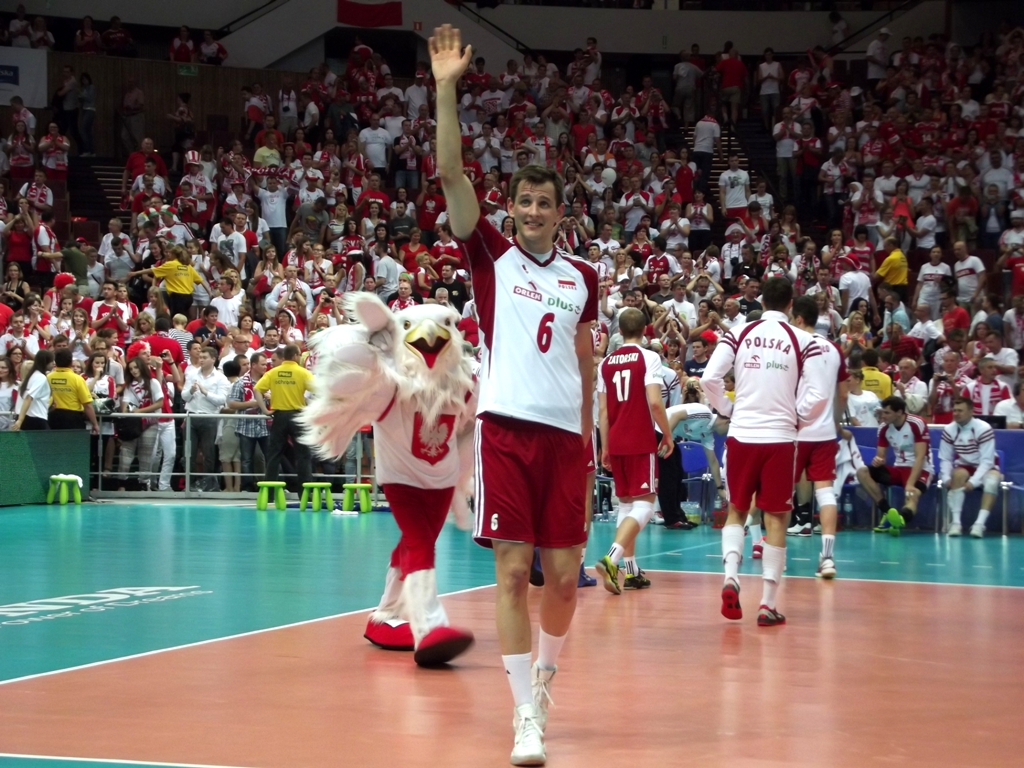
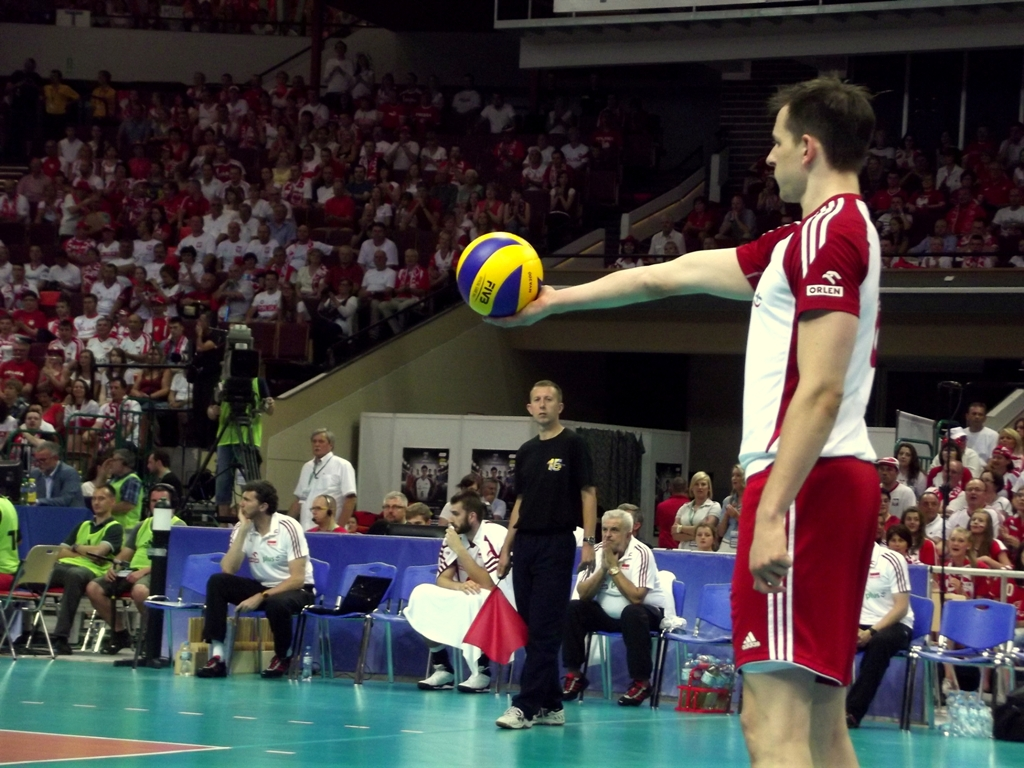

- 2011 ФІВБ Світова Ліга

- 2012 ФІВБ Світова Ліга

- 2013 ФІВБ Світова Ліга